# Deutscher Orden
| Kreuz                               | Kreuz                                                   |
| ----------------------------------- | ------------------------------------------------------- |
| Heutiges Kreuz des Deutschen Ordens |                                                         |
| Wappen                              |                                                         |
| Wappen des Deutschen Ordens         |                                                         |
|                                     |                                                         |
| Basisdaten                          |                                                         |
| Gegründet                           | um 1190                                                 |
| Amtssprache                         | Deutsch                                                 |
| Rechtsstatus                        | Klerikaler Orden                                        |
| Sitz des Ordens                     | Wien                                                    |
| Hochmeister                         | Frank Bayard (seit 2018)                                |
| Schutzpatron                        | Heiliger Georg, Jungfrau Maria, Elisabeth von Thüringen |
| Mitglieder                          | 1.100                                                   |

Der Deutsche Orden, auch Deutschherrenorden, Deutschritterorden oder Deutschorden (lateinisch Ordo Teutonicus) genannt, ist eine römisch-katholische Ordensgemeinschaft. Mit dem Malteserorden steht er in der (Rechts-)Nachfolge der Ritterorden aus der Zeit der Kreuzzüge. Die Mitglieder des Ordens sind seit der Reform der Ordensregel 1929 regulierte Chorherren. Der Orden hat rund 1100 Mitglieder, darunter 75 Priester und etwa 62 Ordensschwestern, die sich vorwiegend karitativen Aufgaben widmen. Der Hauptsitz befindet sich heute in Wien.
Der vollständige Name lautet Orden der Brüder vom Deutschen Hospital Sankt Mariens in Jerusalem, lateinisch Ordo fratrum domus hospitalis Sanctae Mariae Teutonicorum Ierosolimitanorum. Aus der lateinischen Kurzbezeichnung Ordo Theutonicorum bzw. Ordo Teutonicus leitet sich das Ordenskürzel OT ab.
Die Ursprünge des Ordens liegen in einem Feldhospital bremischer und lübischer Kaufleute während des Dritten Kreuzzuges um 1190 im Heiligen Land bei der Belagerung der Stadt Akkon. Papst Innozenz III. bestätigte am 19. Februar 1199 die Umwandlung der Spitalgemeinschaft in einen Ritterorden und die Verleihung der Johanniter- und Templerregel für die Brüder vom Deutschen Haus St. Mariens in Jerusalem. Nach der Erhebung der Spitalgemeinschaft zum geistlichen Ritterorden engagierten sich die Mitglieder der ursprünglich karitativen Gemeinschaft während des 13. Jahrhunderts im Heiligen Römischen Reich, im Heiligen Land, dem mediterranen Raum sowie in Siebenbürgen und beteiligten sich an der deutschen Ostkolonisation. Das führte zu einer Reihe von Niederlassungen mit mehr oder weniger langem Bestehen. Eine zentrale Rolle spielte ab dem Ende des 13. Jahrhunderts der im Baltikum begründete Deutschordensstaat. Er umfasste am Ende des 14. Jahrhunderts ein Gebiet von rund 200.000 Quadratkilometern.
Die Unterwerfung der Prußen ging über in die Kriege gegen die Litauer (einschließlich Schamaiten). Solange dort Heiden regierten, galten die Litauerkriege des Deutschen Ordens als heilige Kriege, und der Orden erhielt Unterstützung durch Kriegsfreiwillige und materielle Zuwendungen aus dem Heiligen Römischen Reich und anderen Ländern Europas. Nach der Konversion der litauischen Oberschicht zum Katholizismus seit 1386 brach diese Legitimation zusammen, und die Unterstützung versiegte.
In der schweren militärischen Niederlage bei Tannenberg im Sommer 1410 gegen die Polnisch-Litauische Union und dem langwierigen Konflikt mit den preußischen Ständen in der Mitte des 15. Jahrhunderts manifestierte sich der um 1400 einsetzende Niedergang sowohl des Ordens als auch seines Staatswesens. Infolge der Säkularisation des verbliebenen Ordensstaates im Zuge der Reformation im Jahre 1525 und seiner Umwandlung in ein weltliches Herzogtum übte der Orden in Preußen und nach 1561 in Livland keinen nennenswerten Einfluss mehr aus. Er bestand jedoch im Heiligen Römischen Reich mit erheblichem Grundbesitz fort, vor allem in Süddeutschland, Österreich und der Schweiz.
Nach linksrheinischen Gebietsverlusten im späten 18. Jahrhundert infolge der Koalitionskriege und nach der Säkularisation in den Rheinbundstaaten zu Beginn des 19. Jahrhunderts blieben nur noch die Besitzungen im Kaisertum Österreich. Mit dem Zerfall der Habsburger Donaumonarchie und dem österreichischen Adelsaufhebungsgesetz nach dem Ersten Weltkrieg vom April 1919 ging neben dem Verlust erheblicher Besitztümer auch die ritterliche Komponente in der Ordensstruktur verloren. Seit 1929 wird der Orden von Ordenspriestern geleitet und somit nach kanonischem Recht in der Form eines klerikalen Ordens geführt.

Der letzte Kreuzritter, romantische Rezeption des Deutschrittertums im 19. Jahrhundert, Gemälde von Carl Friedrich Lessing

Die geschichtswissenschaftliche Rezeption befasste sich im 19. und in der ersten Hälfte des 20. Jahrhunderts zumeist nur mit der Präsenz des damaligen Ritterordens im Baltikum – der Deutschordensstaat wurde mit dem Orden selbst gleichgesetzt. Erforschung und Interpretation der Ordensgeschichte waren dabei in Deutschland, Polen und Russland extrem unterschiedlich, stark national oder sogar nationalistisch geprägt. Eine methodische Aufarbeitung von Geschichte und Strukturen des Ordens setzte international erst nach 1945 ein.

## Geschichte

### Gründung und Anfänge im Heiligen Land und Europa

#### Vorgeschichte

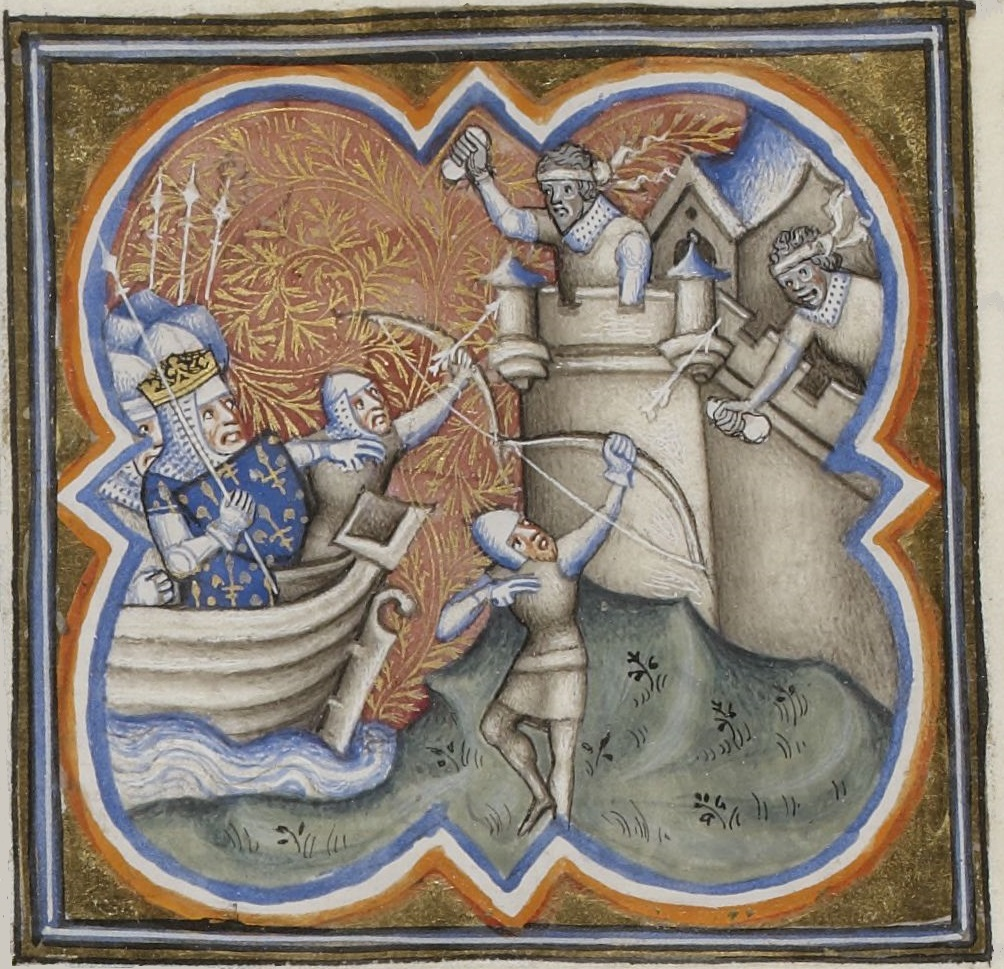
König Philipp II. August von Frankreich belagert Akkon (Miniatur aus dem 14. Jahrhundert)

Nachdem der Erste Kreuzzug 1099 zur Eroberung Jerusalems geführt hatte, etablierten sich in den vier Kreuzfahrerstaaten (in ihrer Gesamtheit Outremer genannt) erste ritterliche Ordensgemeinschaften. Ursprünglich dienten sie der medizinischen bzw. krankenpflegerischen und logistischen Unterstützung von christlichen Pilgern, welche die biblischen Stätten besuchten. Zu diesen Aufgaben kamen bald Schutz und Geleit der Gläubigen im militärisch immer wieder umkämpften Land hinzu. 1099 bildete sich der französisch dominierte Johanniterorden, nach 1119 der stärker nach militärischen Gesichtspunkten ausgerichtete Templerorden.
Infolge der vernichtenden Niederlage der Kreuzfahrer 1187 in der Schlacht bei Hattin ging die Hauptstadt des Königreichs Jerusalem an Saladin, den Begründer der Ayyubiden-Dynastie, verloren. Daraufhin begann 1189 der Dritte Kreuzzug. Von verbliebenen Stützpunkten an der Küste aus versuchten die Kreuzfahrer, Jerusalem zurückzuerobern. Das erste Ziel war die Hafenstadt Akkon.

#### Gründung vor Akkon
Während der Belagerung von Akkon (1189–1191) herrschten im durch muslimische Truppen weitgehend blockierten Lager der Kreuzfahrer auf der Hochfläche Toron (nicht zu verwechseln mit der gleichnamigen späteren Ordensburg) katastrophale hygienische Zustände. Über See angereiste Kreuzfahrer aus Bremen und Lübeck gründeten daher dort ein Feldhospital. Einer Legende nach soll das über die Kranken gespannte Segel einer Kogge das erste Spital der Deutschen gewesen sein.
Das bewährte Hospital blieb auch nach der Eroberung Akkons bestehen. Die dort dienenden Brüder nahmen die karitativen Regeln der Johanniter an und nannten die Einrichtung „St. Marien-Hospital der Deutschen zu Jerusalem“ – in Erinnerung an ein Spital, das bis 1187 in Jerusalem bestanden haben soll. In der Heiligen Stadt sollte nach dem erwarteten Sieg über die Muslime auch das Haupthaus des Ordens errichtet werden.
Das Spital gewann durch Schenkungen, vor allem von Heinrich von Champagne, an wirtschaftlicher Bedeutung. Zudem erhielt der Orden neue militärische Aufgaben. Kaiser Heinrich VI. erwirkte schließlich am 6. Februar 1191 die offizielle Anerkennung des Hospitals durch Papst Clemens III.
Während des Deutschen Kreuzzugs wurde im März 1198 die Gemeinschaft der einstigen Krankenpfleger auf Betreiben Wolfgers von Erla und Konrads von Querfurt nach dem Vorbild der Templer und Johanniter in den Stand eines Ritterordens erhoben. Im selben Jahr nahm der Orden die lateinische Übersetzung der Templerregel als Vorbild für die eigene Regel an. Die Anerkennung als Ritterorden erfolgte durch Papst Innozenz III. am 19. Februar 1199. Erster Hochmeister war Heinrich Walpot von Bassenheim. Nach dem Tod Heinrichs VI. (1197) und dem erfolglosen Ende des in erster Linie vom deutschen Feudaladel getragenen Kreuzzuges sollte ein vom deutschen Adel geprägter Ritterorden über familiäre Beziehungen und Lehensabhängigkeiten als politischer Verbündeter des künftigen Herrschers im Reich dienen. Bis dahin verfügten die um den vakanten Kaiserthron streitenden Machtgruppen der Staufer und Welfen in Outremer über keine ihre Interessen vertretende klerikale Institution. Deutsche Interessen im nationalen Sinn waren allerdings im Heiligen Römischen Reich unbekannt.

#### Mitgliedsstrukturen und Verbreitung des Ritterordens im Hochmittelalter

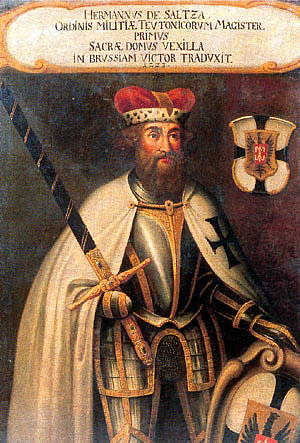
Hermann von Salza, der IV. Hochmeister in den Jahren 1210–1239; spätere historisierende Darstellung aus einer Chronik des 16. Jahrhunderts; Rüstung und Kopfbedeckung des Hochmeisters entsprechen nicht der dargestellten Zeit.

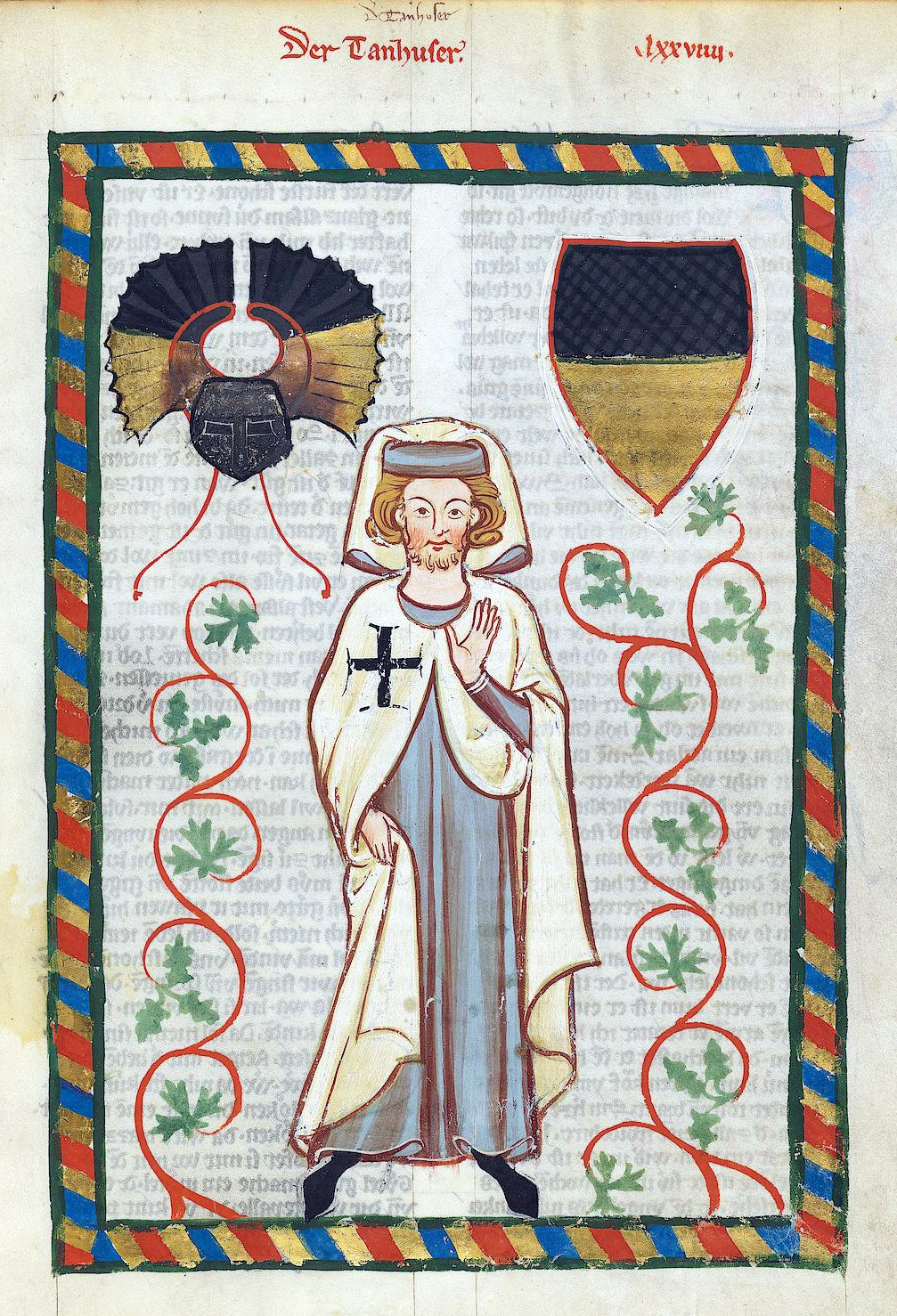
Der Tannhäuser im weißen Mantel der Deutschordensritter;
Miniatur aus dem Codex Manesse um 1300

Die Mitglieder des Ordens waren auf die Gelübde der Armut, der ehelosen Keuschheit und des Gehorsams verpflichtet. Stimmrecht im Generalkapitel wurde hingegen nur Ritter- sowie Priesterbrüdern zugebilligt. Wie alle Ritterorden des Mittelalters bestand der Deutsche Orden zunächst aus:
- Ritterbrüdern: Die militärische Kraft des Ordens; jeder zum Ritter geschlagene Mann konnte in der Anfangszeit mit der Profess unter dem Beistand eines glaubwürdigen Bürgen zum Ordensritter avancieren. Ab dem späten 15. Jahrhundert war die Würde eines Ritters gebürtigen Adligen vorbehalten. Vorher waren Adlige, Stadtbürger, sowie überwiegend Ministeriale anzutreffen.[11] Obwohl die Ritterbrüder oft mit ritterlichen Mönchen assoziiert wurden, galten sie doch faktisch als Laien.[12] Das Institut der Professritter existierte bis zum Jahr 1929.
- Priesterbrüdern: Den Ordenspriestern oblag die Einhaltung der Liturgie und die Durchführung sakraler Handlungen. Des Weiteren fanden im Verlauf des Mittelalters die Priesterbrüder aufgrund ihrer schriftkundlichen Bildung Verwendung als Chronisten oder Kanzleibeamte der Ordensgebieter. Ihr Wirkungsspektrum blieb auf diese Tätigkeitsfelder beschränkt, aus ihren Reihen stammten jedoch auch die Bischöfe des Ordens.
- Sariantbrüdern: Es handelte sich um bewährte nichtadelige Laien, die als leichtbewaffnete Kämpfer, Kuriere oder untergeordnete Verwaltungsbeamte dienten. Sariantbrüder gab es nur bis zum Ende des Mittelalters.
- Dienenden Halbbrüdern (sogenannte Halbkreuzler): Diese Gruppe erledigte untergeordnete Arbeiten in Hof- und Haushaltung, versah aber auch Wachdienste. Der Zweig der dienenden Halbbrüder existierte bis zum Ende des Mittelalters.

Neben militärischen Aufgaben blieben zunächst Krankenpflege und Armenfürsorge wichtige Schwerpunkte der Ordenstätigkeit. Durch Schenkungen und Erbschaften fielen den Ordensrittern beträchtlicher Landbesitz und zahlreiche Hospitäler zu. Letztere wurden von Ordenspriestern und Halbbrüdern weiter betrieben. Die umfassende Spendenbereitschaft des Feudaladels erklärt sich aus dem Weltbild des frühen 13. Jahrhunderts, das „Furcht ums Seelenheil“ sowie eine spirituelle „Endzeitstimmung“ mitprägten. Durch die Stiftungen zugunsten des Ordens versuchte man sich des eigenen Seelenheils zu versichern.
Im Jahre 1221 gelang es dem Orden durch ein päpstliches Generalprivileg, seine volle Exemtion von der Diözesangewalt der Bischöfe zu erlangen. Die Einkünfte erhöhten sich durch die Gewährung des Rechts zur umfassenden Kollekte auch in nicht dem Orden zugeordneten Pfarreien. Gegen entsprechende Vergütung (Legat) durften zudem mit Bann oder Interdikt belegte Personen in „geweihter Erde“ auf den Friedhöfen der Ordenskirchen beigesetzt werden, was ihnen sonst verwehrt geblieben wäre. Der Orden war kirchlich papstunmittelbar und somit Johannitern und Templern gleichgestellt. Seitens dieser Gemeinschaften wurde der Deutsche Orden mit zunehmender Skepsis betrachtet, nicht zuletzt wegen seiner Erwerbungen. Die Templer beanspruchten den Weißen Mantel für sich und legten 1210 sogar offiziellen Protest bei Papst Innozenz III. ein. Erst 1220 wurde den Deutschordensrittern das Tragen des strittigen Mantels durch Papst Honorius III. endgültig bestätigt. Die Templer blieben indes erbitterte Rivalen des Deutschen Ordens. In Palästina kam es zu einem förmlichen Krieg. 1241 verjagten die Templer die Deutschen Herren aus fast allen Besitzungen und duldeten selbst ihre Geistlichen nicht mehr in den Kirchen.
Bereits am Ende des 12. Jahrhunderts erhielt der Orden erste Besitzungen in Europa. 1197 wurde erstmals ein Hospital des Ordens in Barletta in Süditalien erwähnt. Die erste Niederlassung auf dem Gebiet des Heiligen Römischen Reiches nördlich der Alpen bildete um 1200 ein Spital in Halle. Auf einem durch Schenkung übereigneten Gelände westlich der Stadt gründeten Ordensbrüder St. Kunigunden. Das Spital benannte sich nach der heiliggesprochenen Kaiserin Kunigunde, der Gemahlin Heinrichs II. Der verstreute territoriale Besitz wurde bald so umfangreich, dass schon 1218 ein Landkomtur für Deutschland eingesetzt werden musste. In den kommenden Jahrzehnten breitete sich der Orden im gesamten Reichsgebiet aus, begünstigt durch zahlreiche Stiftungen und den Beitritt prominenter und wohlhabender Adliger.
Der Deutsche Orden unterstützte 1228/1229 vorbehaltlos die Kreuzfahrt von Kaiser Friedrich II., an der Hochmeister Hermann von Salza maßgeblich beteiligt war. Dies brachte dem Orden die Lehnsexemtion ein. Dieses wichtige Privileg löste ihn zwar nicht aus dem Lehnsverband des Königreiches Jerusalem, befreite ihn aber von allen Verpflichtungen diesem gegenüber. Dieser Verzicht des Königreichs Jerusalem auf alle königlichen Rechte ist ohne Beispiel. Kaiser Friedrich II., zugleich infolge seiner Hochzeit mit Isabella von Brienne König von Jerusalem, wünschte den Orden an herausragender Stelle in seine imperiale Politik zu integrieren. Die umfassende Privilegierung ist auf das Wirken Hermanns von Salza zurückzuführen, eines der bedeutendsten Berater und Diplomaten des Kaisers. Friedrich gewährte dem Orden noch eine Reihe weiterer Privilegien, so bereits 1226 die Goldbulle von Rimini.
Kontingente der Ordensritter unterstützten 1241 die vom Angriff der mongolischen Heere unter Batu Khan betroffenen mitteleuropäischen Herrschaftsgebiete. In der verlorenen Schlacht bei Liegnitz wurde beispielsweise das gesamte zur Verteidigung Schlesiens eingesetzte Aufgebot des Ordens aufgerieben.

### Entwicklung in Europa und Palästina bis zum Ende des 13. Jahrhunderts

#### Der Orden im Heiligen Land

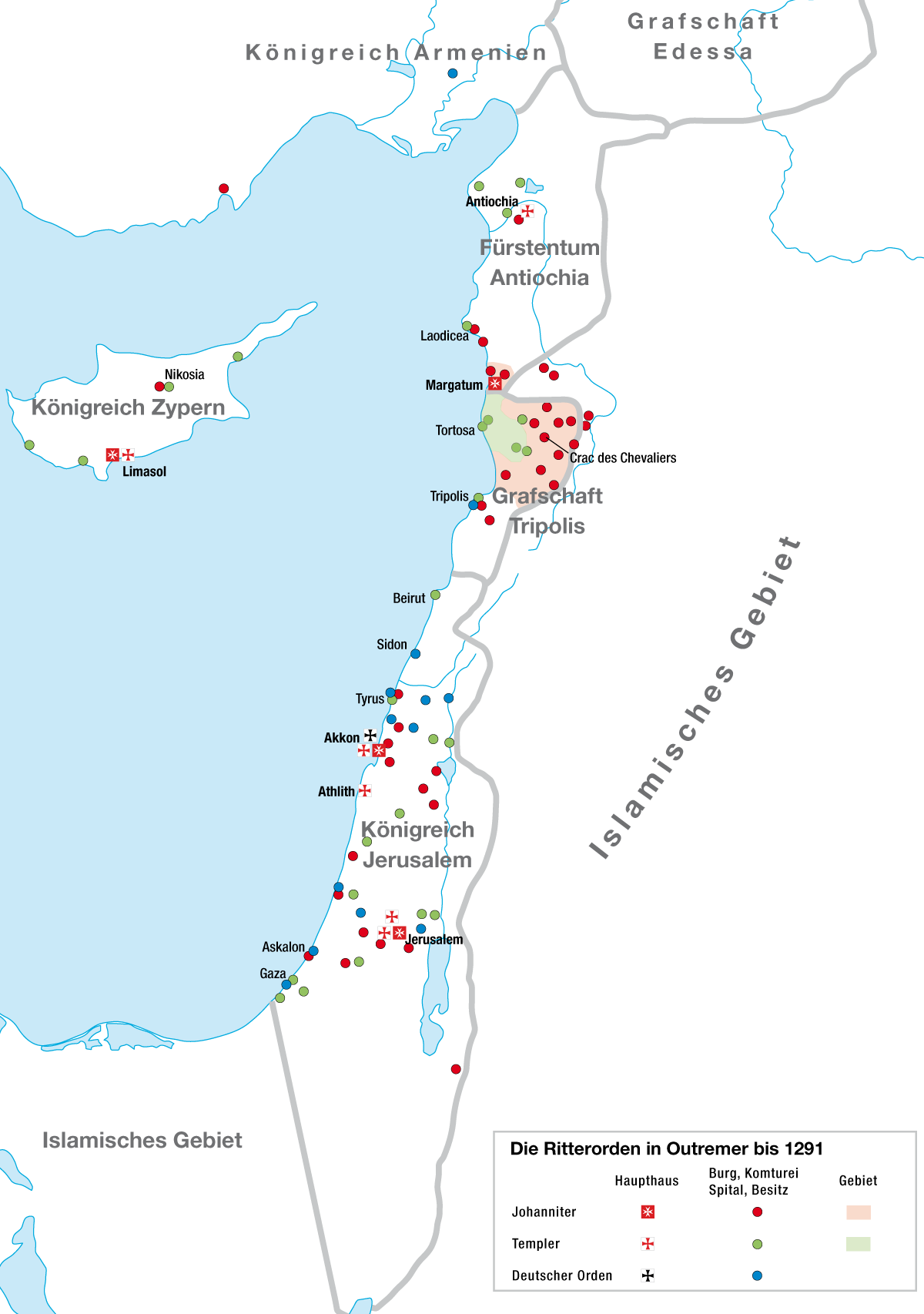
Niederlassungen der Ritterorden in Outremer bis 1291

Im Heiligen Land gelang dem Orden nicht nur der Erwerb eines Anteils am Hafenzoll in Akkon, sondern durch Schenkung Ottos von Botenlauben auch der vormaligen Herrschaft Joscelins III. von Edessa ums Castellum Regis in Miʿilya im Hinterland der Stadt (1220). Zudem erwarb man die Burg Montfort (1220), die Herrschaften Toron (1229) und Schuf (1257) und die Burg Toron in der Herrschaft Banyas (1261).
Dennoch zeichnete sich ein Ende der Kreuzfahrerherrschaft im Heiligen Lande ab. Das von Kaiser Friedrich II. 1229 auf friedlichem Wege erworbene Jerusalem fiel 1244 endgültig. Nach dem Sieg der ägyptischen Mamelucken über die bis dahin als unbesiegbar geltenden Mongolenheere des Ilchanats in der Schlacht bei ʿAin Dschālūt im Jahre 1260 brachten Mamelukenstreitkräfte die Bastionen der Kreuzfahrer immer mehr in Bedrängnis. Die verbliebenen Festungen der Ritterorden wurden in den folgenden Jahrzehnten systematisch erobert. Mit dem Fall von Akkon 1291 zeichnete sich schließlich ein Ende der „Gewappneten Züge zum Grabe (Christi)“ ab. Beim Endkampf zu Akkon nahm ein bedeutendes Kontingent von Deutschordensrittern teil. Geführt wurde es bis zu dessen abruptem Rücktritt vom Hochmeister Burchard von Schwanden, anschließend vom Kriegskomtur Heinrich von Bouland.
Mit dem endgültigen Verlust Akkons endete im Jahr 1291 das militärische Engagement des Deutschen Ordens im Heiligen Land. Anders als bei den multinational ausgerichteten Johannitern und Templern konzentrierte sich die Präsenz des Deutschen Ordens anschließend innerhalb der Grenzen des Reiches sowie in den neuerworbenen Stützpunkten in Preußen. Der Hauptsitz des Hochmeisters befand sich aufgrund der vorübergehend fortbestehenden Hoffnung auf eine Wiedereroberung des Heiligen Landes aber noch bis 1309 in Venedig, einem wichtigen Hafen für die Überfahrt ins Heilige Land.

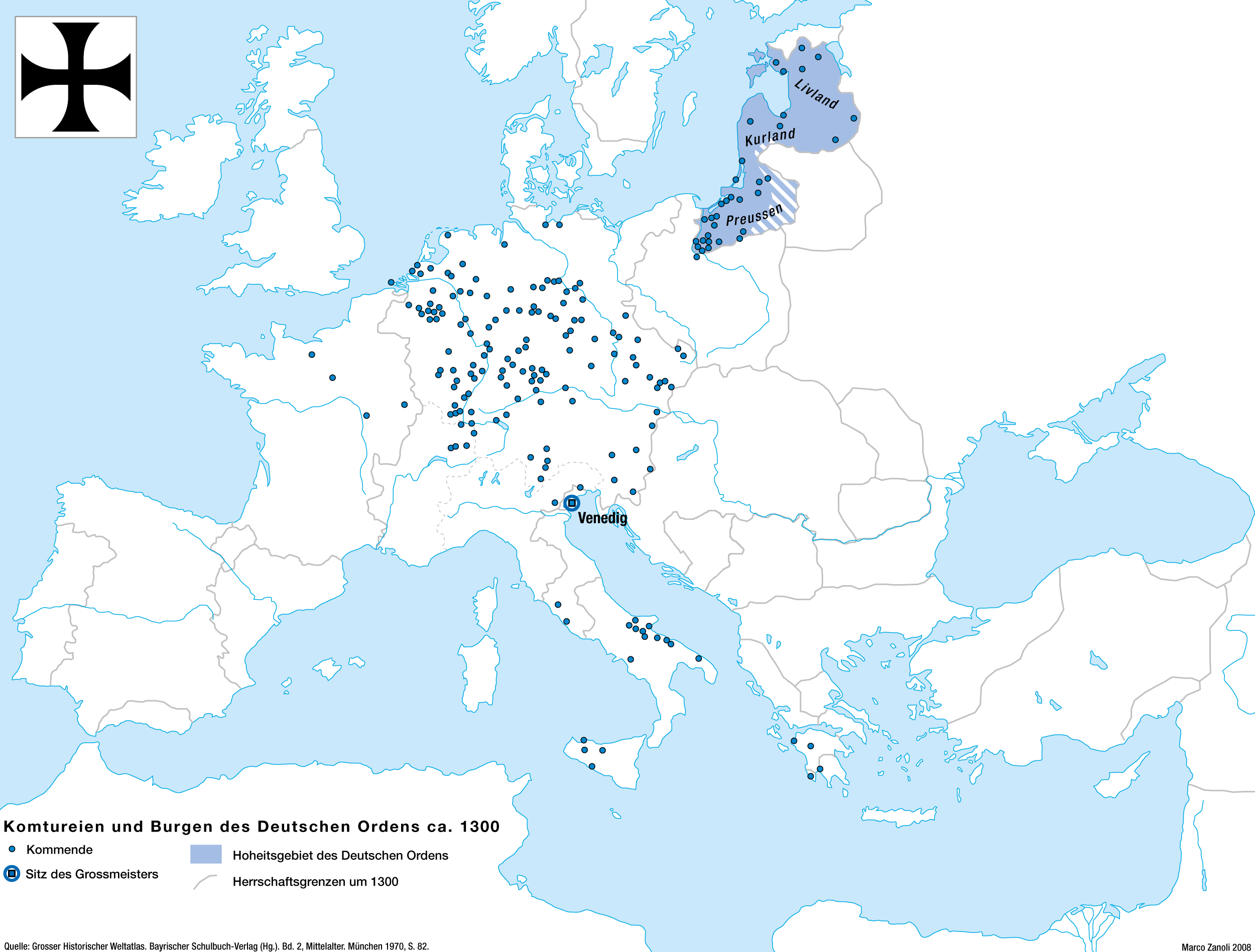
Die Niederlassungen des Deutschen Ordens in Europa um 1300

#### Königreich Sizilien und Levante
Im Königreich Sizilien und in der Levante entstanden im ersten Viertel des 13. Jahrhunderts einige Ordensniederlassungen. Besonders im Königreich Sizilien wurde nach 1222 im Rahmen der Vorbereitungen des Kreuzzuges Friedrichs II. eine Vielzahl kleinerer Ordenshäuser gegründet, deren wichtigste die schon ältere Kommende in Barletta sowie die Häuser zu Palermo und Brindisi waren. Auch in Griechenland, an der Westküste der Peloponnes, bestanden vereinzelte Niederlassungen, die in erster Linie der Versorgung der Pilger auf dem Weg ins Heilige Land und auf dem Rückweg dienten.

#### Gescheiterte Staatsbildung in Siebenbürgen

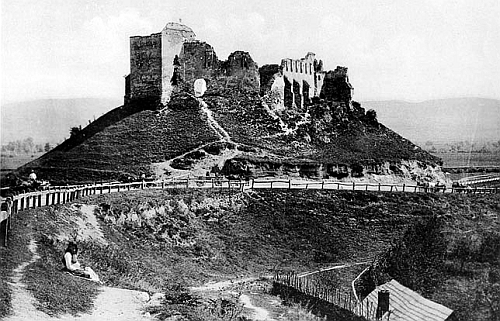
Ansicht der Marienburg über Feldioara in Rumänien (Ende 19. Jh.), vor der Renovierung und dem Wiederaufbau 2013–2017

Hochmeister Hermann von Salza scheint angesichts der zersplitterten Besitzungen schon frühzeitig die Errichtung eines zusammenhängenden, vom Deutschen Orden dominierten Territoriums angestrebt zu haben. Vor diesem Hintergrund ist es zu verstehen, dass er 1211 bereitwillig ein Hilfeersuchen des Königreichs Ungarn annahm, zu einem Zeitpunkt also, da die verfügbaren Ordenskräfte eigentlich zum Zwecke der Befreiung des Grabes in Outremer gebunden waren. Andreas II. von Ungarn bot dem Orden an, durch Kriegsdienste gegen die Kumanen ein Heimatrecht im Burzenland in Siebenbürgen zu erwerben. Wichtige kirchliche Abgaben, darunter das Zehntrecht, gestand der König dem Orden ebenfalls zu. Überdies war ihm gestattet, Münzen zu prägen sowie seine Burgen mit Steinen zu befestigen. Letzteres galt in Ungarn als besonderes Privileg des Königs.
Die Beziehungen Ungarns zum Deutschen Orden trübten sich jedoch alsbald nachhaltig ein. Im Land wuchsen antideutsche Ressentiments, was 1213 auch zur Ermordung von Gertrud von Andechs führte. Die Königin war deutschstämmige Gattin von Andreas II. 1223 erteilte Papst Honorius III. dem Orden in Form einer Bulle ein Exemtionsprivileg, das sich ausdrücklich auf das Burzenland bezog. Seine Umsetzung hätte die letzten legislativen Bindungen Ungarns an das von ihm beanspruchte Territorium de facto aufgehoben. Der ungarische Adel drängte den König daher massiv zum Widerstand gegen den Orden.
Auf Anraten Hermanns von Salza versuchte der Papst 1224, das im Vorjahr verbriefte Privileg administrativ durchzusetzen. Zu diesem Zwecke unterstellte er das Burzenland kurzerhand dem Schutz des Apostolischen Stuhles. Damit sollte der unmittelbar papstunterstellte Deutsche Orden bei der Landnahme und den aufflammenden Feindseligkeiten mit den Ungarn juristisch unterstützt werden. Andreas II. schritt nun militärisch ein. Die zahlenmäßig hoch überlegene ungarische Heeresmacht belagerte und eroberte die wenigen Burgen des Ordens.
Der Versuch des Deutschen Ordens, mit Berufung auf das zugebilligte Heimatrecht und mit aktiver Unterstützung des Papstes ein autonomes Herrschaftsgebiet außerhalb des ungarischen Königreiches aufzubauen, endete 1225 mit der Vertreibung des Ordens und der Vernichtung seiner Burgen.

#### Die Besitzungen nördlich der Alpen

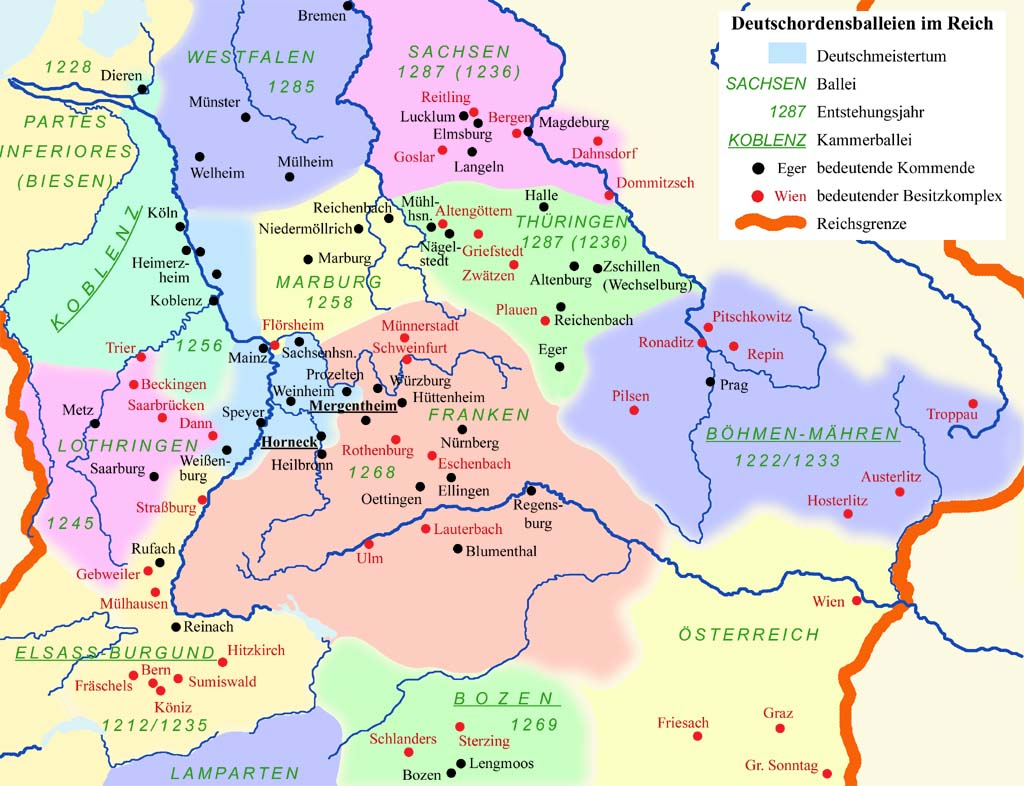
Die Ordensballeien im Reich

Eine der bedeutendsten vom Orden übernommenen karitativen Einrichtungen war das von der Landgräfin Elisabeth von Thüringen in Marburg gegründete Hospital. Es wurde nach ihrem Tod im Jahre 1231 durch den Orden weitergeführt und ausgebaut. Mit der Heiligsprechung Elisabeths 1235 erlangten dieses Spital sowie seine Betreiber eine besondere spirituelle Bedeutung. Die sich für den Orden ergebende Reputation stieg noch, als die Heilige im Frühjahr 1236 unter persönlicher Beteiligung des Kaisers Friedrich II. umgebettet wurde.
In der ersten Hälfte des 13. Jahrhunderts wurden die einzelnen Kommenden zu regional gegliederten Balleien zusammengefasst. So entstanden um 1214 die Ballei Sachsen, vor 1221 die Ballei Thüringen, 1222 die Kammerballei Böhmen und Mähren, vor 1228 die Deutschordensballei Alden Biesen sowie 1237 die Ballei Marburg. Später folgten Lothringen (1246), Koblenz (1256), Franken (1268), Westfalen (1287). Diese Besitzungen unterstanden wie die Balleien Österreich und Schwaben-Elsass-Burgund dem Deutschmeister. Auch in Norddeutschland existierten vereinzelte Kommenden nahe den Ostseehäfen Lübeck und Wismar, welche direkt dem Landmeister in Livland unterstellt waren. Diese dienten vorrangig der logistischen Abwicklung von bewaffneten Pilgerzügen ins Baltikum. Dort entwickelte der Orden ein eigenes Staatswesen.

### Der Staat des Deutschen Ordens

#### Konzentration auf das Baltikum und Ostkolonisation

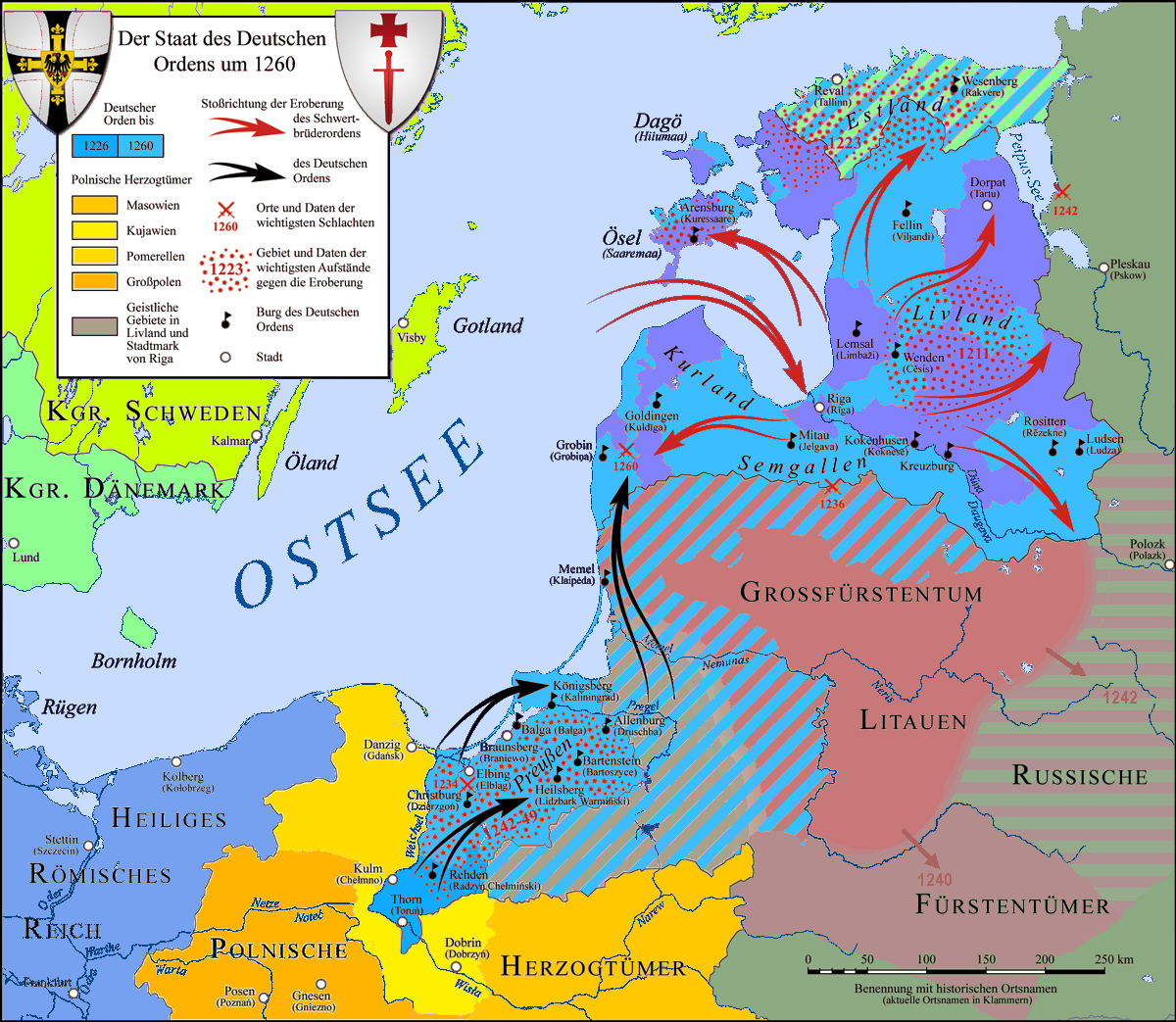
Erwerbungen des Deutschen Ordens in Preußen und des 1237 mit ihm vereinigten Schwertbrüderordens in Kurland und Livland bis 1260; bei den schraffierten Gebieten handelt es sich um die umkämpften Territorien in Preußen und Schamaiten

Die Geschichte des Ordens zwischen 1230 und 1525 ist eng mit dem Schicksal des Deutschordensstaats verknüpft, aus dem später das Herzogtum Preußen, Lettland und Estland hervorgingen.
Ein zweiter Versuch des Landerwerbs war erfolgreich in einer Region, die dem statuierten Missionierungsgebot des Ritterordens eine weitreichende Perspektive bot, dem Baltikum. Schon 1224 hatte Kaiser Friedrich II. in Catania die heidnischen Einwohner des Preußenlandes östlich der Weichsel und der Nachbargebiete als Reichsfreie der Kirche und dem Kaiserreich direkt unterstellt. Als päpstlicher Legat für Livland und Preußen bestätigte Wilhelm von Modena diesen Schritt noch im selben Jahr.
Im Jahr 1226 rief der polnische Herzog aus dem Geschlecht der Piasten, Konrad I. von Masowien, den Deutschen Orden zu Hilfe in seinem Kampf gegen die Prußen um das Kulmerland. Nach den misslichen Erfahrungen mit Ungarn sicherte sich der Deutsche Orden diesmal juristisch ab. Er ließ sich von Kaiser Friedrich II. mit der Goldenen Bulle von Rimini und von Papst Gregor IX. mit der Bulle von Rieti garantieren, dass nach der Unterwerfung und Missionierung des Baltikums, also der Prußen, das eroberte Land an den Orden fallen sollte. Auf sein Drängen erhielt der Orden zudem die Zusicherung, man werde als Souverän dieses Gebietes nur dem Papst, aber keinem weltlichen Lehnsherrn unterstehen. Konrad I. von Masowien überließ dem Orden nach längerem Zögern 1230 im Vertrag von Kruschwitz „auf ewige Zeit“ das Kulmerland. Der Deutsche Orden betrachtete diesen Vertrag als Instrument zur Schaffung eines selbstständigen Herrschaftsgebietes in Preußen. Sein Wortlaut und seine Echtheit wurden von einigen Historikern in Zweifel gezogen.
Im Jahre 1231 überschritt Landmeister Hermann von Balk mit sieben Ordensrittern und ungefähr 700 Mann die Weichsel. Er errichtete noch im selben Jahr im Kulmerland eine erste Burg, Thorn. Von hier aus begann der Deutsche Orden die schrittweise Eroberung des Territoriums nördlich der Weichsel. Die Eroberung ging einher mit zielgerichteter Besiedlung, wobei den vom Orden begründeten Ansiedlungen zumeist das in der Kulmer Handfeste verbriefte Recht verliehen wurde.
Unterstützt wurde der Orden in den ersten Jahren von Truppen Konrads von Masowien sowie der anderen polnischen Teilfürsten und von Kreuzfahrerheeren aus dem Reich und vielen Ländern Westeuropas. Papst Gregor IX. gewährte den Teilnehmern am Kriegszug gegen die Prußen die für einen Kreuzzug ins Heilige Land übliche umfassende Sündenvergebung und weitere Heilsversprechungen.
Die verbliebenen Ritter des Ordens der Brüder von Dobrin (fratribus militiae Christi in Prussia) wurden 1235 in den Deutschen Orden eingegliedert, gemäß einer Entscheidung des Papstes. Der Orden war 1228 auf Initiative Konrads zum Schutz des masowischen Kernlands gegründet worden, konnte sich aber militärisch nicht gegen die Prußen durchsetzen.
Der im Jahr 1202 in Riga gegründete Schwertbrüderorden (Ornat: weißer Mantel mit rotem Kreuz) erlitt 1236 in der Schlacht von Schaulen eine vernichtende Niederlage gegen schamaitische Litauer sowie Semgaller. Daraufhin handelte Hermann von Salza persönlich mit der Kurie die Union von Viterbo aus, als deren Ergebnis Deutscher Orden und Schwertbrüderorden 1237 vereinigt wurden. So erwarb man mit den livländischen Kommenden ein zweites Kernland, das sogenannte Meistertum Livland, wo nach dem Muster Preußens das bereits bestehende System von Burgen (sogenannte feste Häuser) ausgebaut wurde.
Die nachhaltige Expansion der Livländischen Union nach Osten endete am Fluss Narva. Nachdem 1240 Pskow vorübergehend besetzt werden konnte, kam es zu ständigen Gefechten zwischen Rittern des Livländischen Ordenszweiges sowie Gefolgsleuten der livländischen Bischöfe und russischen Abteilungen. Diese gipfelten im April 1242 in der Schlacht auf dem zugefrorenen Peipussee (auch: Schlacht auf dem Eise), deren genauer Verlauf und Umfang unter Historikern umstritten ist. Ein russisches Aufgebot unter Alexander Newski, dem Fürsten von Nowgorod, schlug hier eine größere Heeresabteilung unter Hermann I. von Buxthoeven, dem Bischof von Dorpat. Im Sommer 1242 wurde ein Friedensvertrag geschlossen. Er fixierte faktisch für mehr als 150 Jahre die jeweiligen Einflusssphären.
Die Unterwerfung des Siedlungsgebietes der Prußen ging einher mit Christianisierung und deutscher Besiedlung des Landes. Dieses Unterfangen beschäftigte den Orden mehr als 50 Jahre lang und wurde nach schweren Rückschlägen, wie verschiedenen Aufständen der Prußen, erst 1285 abgeschlossen. Die ursprünglich legitimierende Zielsetzung der sogenannten Heidenmission behielt man auch nach der Missionierung Preußens bei.

#### Strukturelle und ökonomische Rationalität
Der Orden schuf sich ein Herrschaftsgebiet, dessen organisatorische Strukturen und Modernität im Wirtschaftsdenken im Reich bestenfalls von der Reichsstadt Nürnberg erreicht wurden und die in vielerlei Hinsicht an die fortgeschrittensten Staatswesen in Oberitalien erinnerten. Er war bereits in seiner nominellen Eigenschaft als Landesherr ein bedeutender Wirtschaftsfaktor und zog darüber hinaus durch seine effizienten, von Wirtschaftsplanung und -rationalität bestimmten Strukturen größeren Gewinn aus dem Land. Er wurde einziges nichtstädtisches Mitglied der Hanse und unterhielt in Lübeck mit dem Hof des Deutschen Ordens eine Niederlassung. Als ressourcenreicher Anrainer des durch den Städtebund der Hanse florierenden baltischen Wirtschaftsraumes eröffneten sich damit neue Handelsmöglichkeiten und erweiterte Handlungsräume.
Der Ordensstaat war in wirtschaftlicher und administrativer Hinsicht eines der modernsten und wohlhabendsten Gemeinwesen, vergleicht man ihn mit den Flächenstaaten des Großraums. Weitreichende Innovationen in der Landwirtschaft sowie pragmatische Neuerungen im Bereich der handwerklichen Produktion in Verbindung mit effizienter Verwaltung und einer hoch entwickelten Geldwirtschaft kennzeichnen eine gegenüber dem traditionellen Lehnswesen überlegene Organisationsstruktur. Fördernd wirkten hierbei der nach 1282 forcierte Ausbau der verkehrstechnischen Infrastruktur und die Perfektionierung des Nachrichtenwesens.

#### Litauerkriege und Blütezeit (1303 bis 1410)

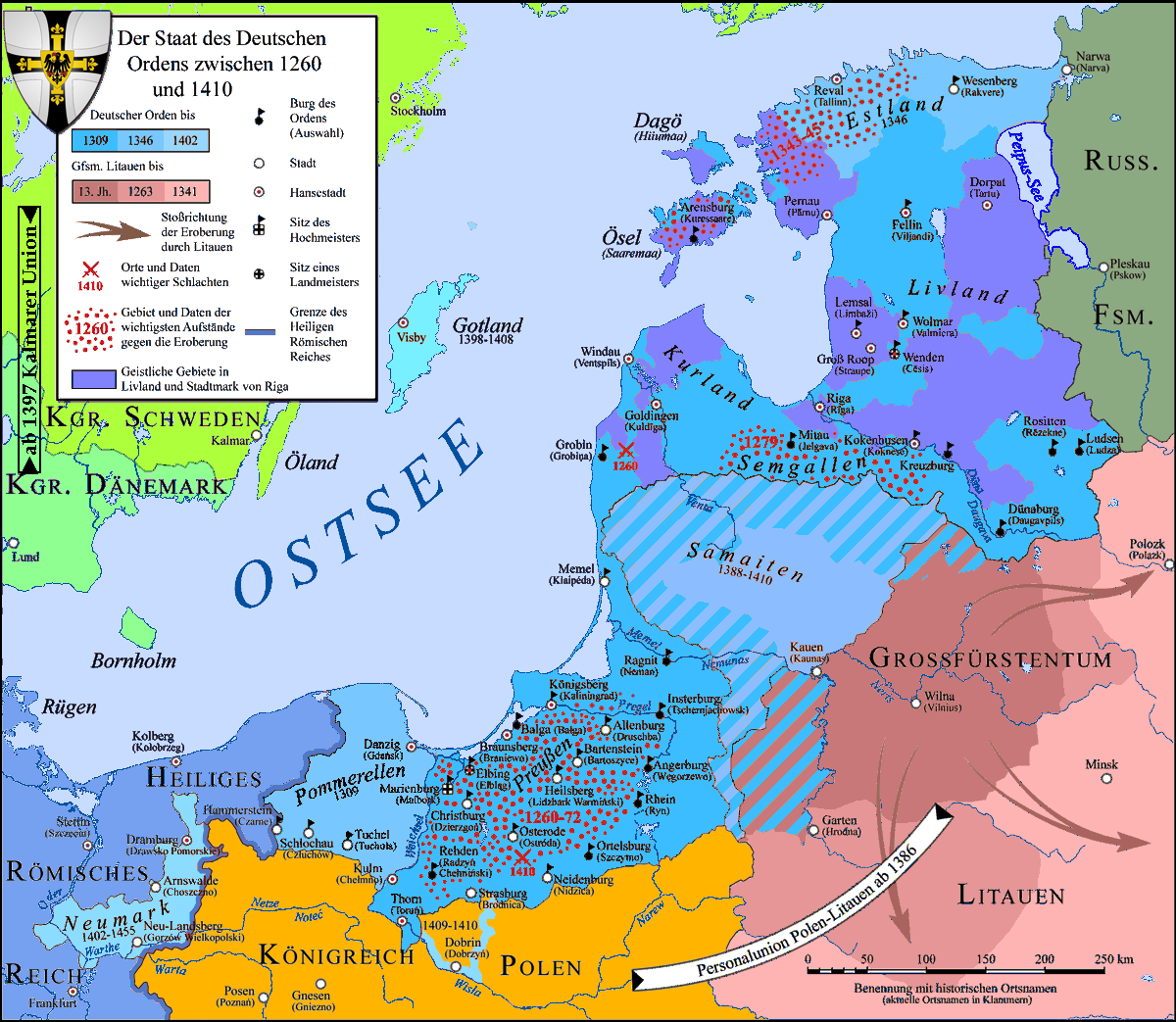
Die Besitzungen, Hauptsitze und Erwerbungen des Deutschen Ordens in Preußen und der Livländischen Union bis zum Jahre 1410

Der Hochmeister hatte seinen Hauptsitz in Akkon, bis 1291 dieser letzte Kreuzfahrerstützpunkt verloren ging. Konrad von Feuchtwangen residierte seither in Venedig, traditionell ein wichtiger Hafen für die Einschiffung nach Outremer. 1309 verlegte Hochmeister Siegfried von Feuchtwangen seinen Sitz in die Marienburg an der Nogat, dem neuen Zentrum des Ordens in Preußen. In dieser Zeit wurde der Templerorden durch König Philipp IV. von Frankreich verfolgt, vom willfährigen Papst Clemens V. unterstützt. Die Ritterorden standen in der ersten Dekade des 14. Jahrhunderts aufgrund des Verlustes des Heiligen Landes im Mittelpunkt der allgemeinen Kritik. So erschien es ratsam, den Sitz des Hochmeisters in das Zentrum der eigenen territorialen Machtbasis zu verlegen.
Die Inbesitznahme Danzigs und Pommerellens im Jahr 1308 erfolgte durch militärisches Vorgehen gegen polnische Interessen und auf Grundlage des Vertrages von Soldin mit der Markgrafschaft Brandenburg.
In Polen wuchsen nicht zuletzt aufgrund dieser Ereignisse Ressentiments gegen den Deutschen Orden und auch gegen im restlichen Polen ansässige Deutsche. 1312 wurde in Krakau der Aufstand des Vogtes Albert niedergeschlagen und ein Teil der Deutschen wurde aus Krakau vertrieben, die einen einfachen polnischen Sprachtest nicht bestanden hatten. Das durch Territorialherrschaften zersplitterte Polen der Piastenzeit konnte in den folgenden Jahren von Władysław I. Ellenlang wieder als Königreich Polen teilgeeinigt und schließlich konsolidiert werden. Dabei vertrat besonders Erzbischof Jakub Świnka von Gnesen und Primas von Polen eine Politik der Abgrenzung gegenüber den Deutschen. Die infolge des Verlustes Pommerellens und Danzigs erwachsenen Konflikte zwischen dem Orden und den polnischen Machthabern weiteten sich in der Folge zu einer Dauerfehde aus. Der Friedensvertrag von Kalisz, in dem König Kasimir 1343 offiziell auf Pommerellen und Danzig verzichtete, ohne die Rechtstitel preiszugeben, brachte mittelfristig immerhin eine Entspannung zwischen dem Orden und Polen von fast 70 Jahren.

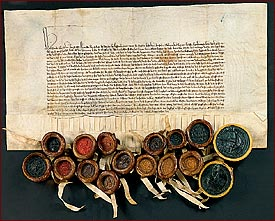
Vertrag des Deutschen Ordens mit der dänischen Königin Margarethe I. über die Rückgabe Gotlands

Mit Litauen im Südosten stieg zudem allmählich ein Großfürstentum auf, gegen das der Orden aus ideologischen und territorialen Gründen in einen ständigen Krieg verwickelt wurde. Die Litauerkriege des Deutschen Ordens dauerten von 1303 bis 1410 über ein Jahrhundert an. Da dieses östliche Großfürstentum die Taufe vehement ablehnte, galten die Litauer offiziell als die letzten Heiden Europas. Die stete Betonung der Heidenmissionierung kaschierte nur unzureichend die territorialen Interessen des Ordens namentlich in Schamaiten (Niederlitauen). Durch andauernde Unterstützung adliger Preußenfahrer wurde der Krieg durch viele kleinere Feldzüge nach Litauen getragen. Die Großfürsten von Litauen gingen ihrerseits ebenso vor und stießen wiederholt auf preußisches und livländisches Gebiet vor. Ein Höhepunkt der Kriege war die Schlacht bei Rudau im Jahre 1370. Nördlich von Königsberg besiegte ein Heer des Ordens unter Befehl des Hochmeisters Winrich von Kniprode und des Ordensmarschalls eine litauische Streitmacht. Dessen ungeachtet konnte das weit nach Süden bis zum Schwarzen Meer und nach Osten an die Grenzen Moskaus ausgedehnte Großfürstentum Litauen niemals nachhaltig bezwungen werden. Als Ursache dieses erfolgreichen Widerstandes wird die zahlenmäßige Stärke der Litauer im Vergleich mit anderen vom Orden unterworfenen Ethnien wie den Prußen, Kuren und Esten, sowie deren effektive politische Organisation angesehen.
Hochmeister Winrich von Kniprode führte den Ordensstaat und somit den Orden zu seiner größten Blüte. Eine konsolidierte Wirtschaft und nachhaltige militärische Erfolge gegen Litauen erwiesen sich als Schlüssel zum Erfolg. Die Zahl der Ritterbrüder blieb dennoch gering, um 1410 gehörten dieser Gruppe rund 1400, um die Mitte des 15. Jahrhunderts nurmehr 780 Ordensleute an. Unter Konrad von Jungingen wurde mit der Eroberung von Gotland, dem friedlichen Erwerb der Neumark und Samaitens die größte Ausdehnung des Ordens erreicht. Die Eroberung Gotlands 1398 bezweckte die Zerschlagung der dort lagernden Vitalienbrüder. Das bedeutete die Befreiung von der zur Plage gewordenen Piraterie innerhalb der hansischen Hauptrouten auf der östlichen Ostsee. Der Orden hielt Gotland in der Folge als Faustpfand militärisch besetzt. Erst 1408 gelang ein Ausgleich mit dem ebenfalls am Besitz der Insel interessierten Königreich Dänemark. Margarethe I. von Dänemark zahlte 9000 Nobel, also etwa 63 Kilogramm Gold. Die Einigung kam allerdings unter dem Aspekt der sich abzeichnenden Eskalation des Konfliktes mit dem Königreich Polen und dem Großfürstentum Litauen zustande.

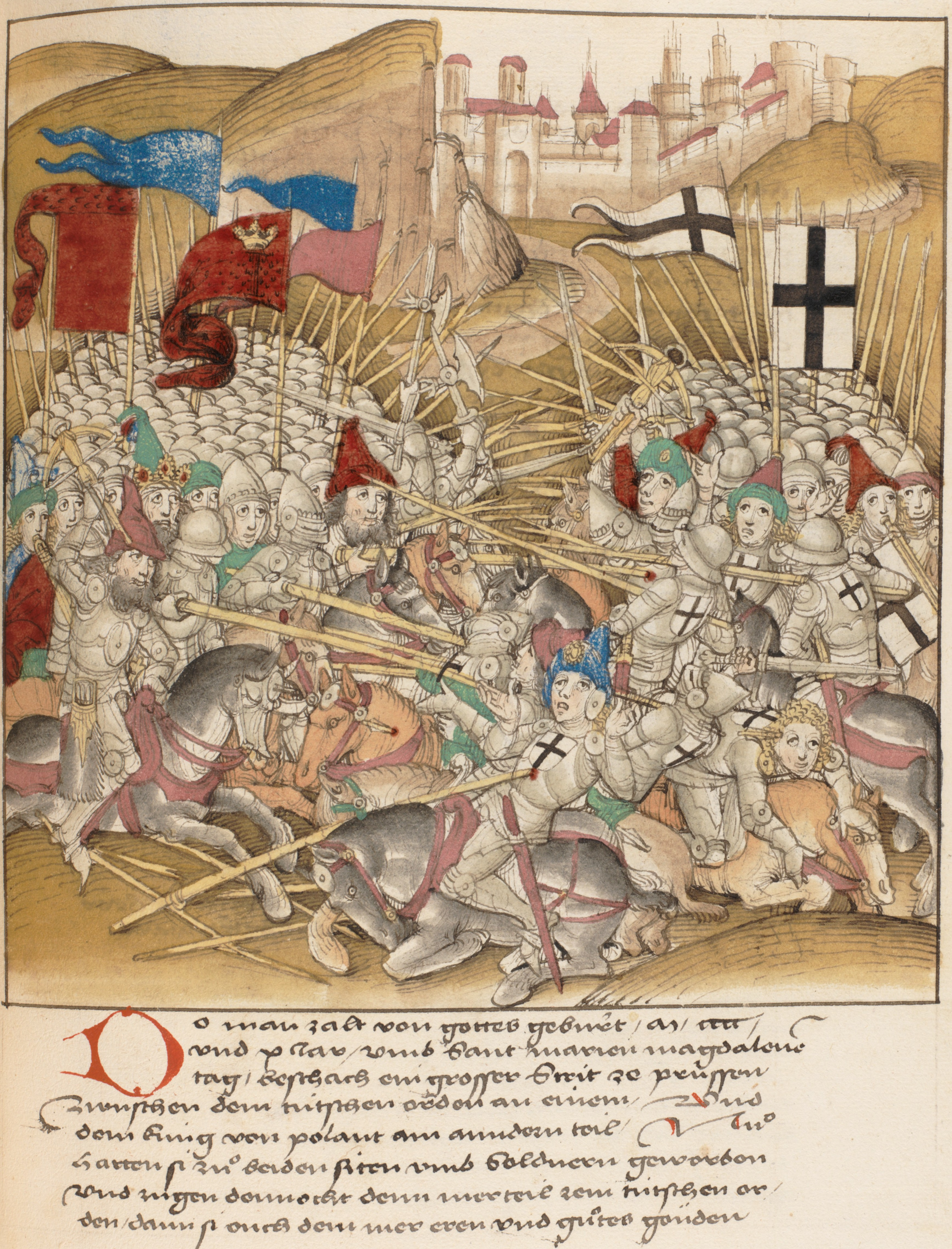
Darstellung der Schlacht bei Tannenberg in der Berner Chronik von Diebold Schilling dem Älteren um 1483

1386 hatten sich durch die Heirat von Großfürst Jogaila mit Königin Hedwig von Polen die beiden Hauptgegner des Ordens vereint. Anfang August 1409 übersandte der Hochmeister Ulrich von Jungingen seinen Kontrahenten die „Fehdebriefe“, womit er den Krieg erklärte.
Am 15. Juli 1410 schlug eine vereinigte polnisch-litauische Streitmacht das durch preußische Landesaufgebote, Gastritter aus vielen Teilen Westeuropas sowie mit Söldnerabteilungen ergänzte Heer des Ordens in der Schlacht bei Tannenberg vernichtend. Auch der Hochmeister Ulrich von Jungingen fand neben fast allen Ordensgebietern und vielen Ordensrittern den Tod.
Den Kern seiner preußischen Territorien samt der Marienburg konnte der Orden durch den Einsatz des Komturs und späteren Hochmeisters Heinrich von Plauen erhalten und im Ersten Frieden von Thorn von 1411 behaupten. Mit diesem Friedensvertrag sowie dessen Ergänzung im Frieden von Melnosee 1422 endeten auch die über hundert Jahre offensiv ausgetragenen Kriegszüge der bei Tannenberg nachhaltig geschwächten Ordensstreitmacht gegen Litauen sowie gegen die spätere Personalunion Polen-Litauen. Allerdings waren im Frieden von Thorn hohe Kontributionen in Höhe von 100.000 Schock böhmische Groschen, unter anderem für die Auslösung von Gefangenen, zu leisten. Die Kontributionen führten zur Einführung einer Sondersteuer, dem sogenannten Schoss, was zu einer bisher unüblich hohen Steuerbelastung der Preußischen Stände beitrug.

#### Preußen (1410 bis 1525)

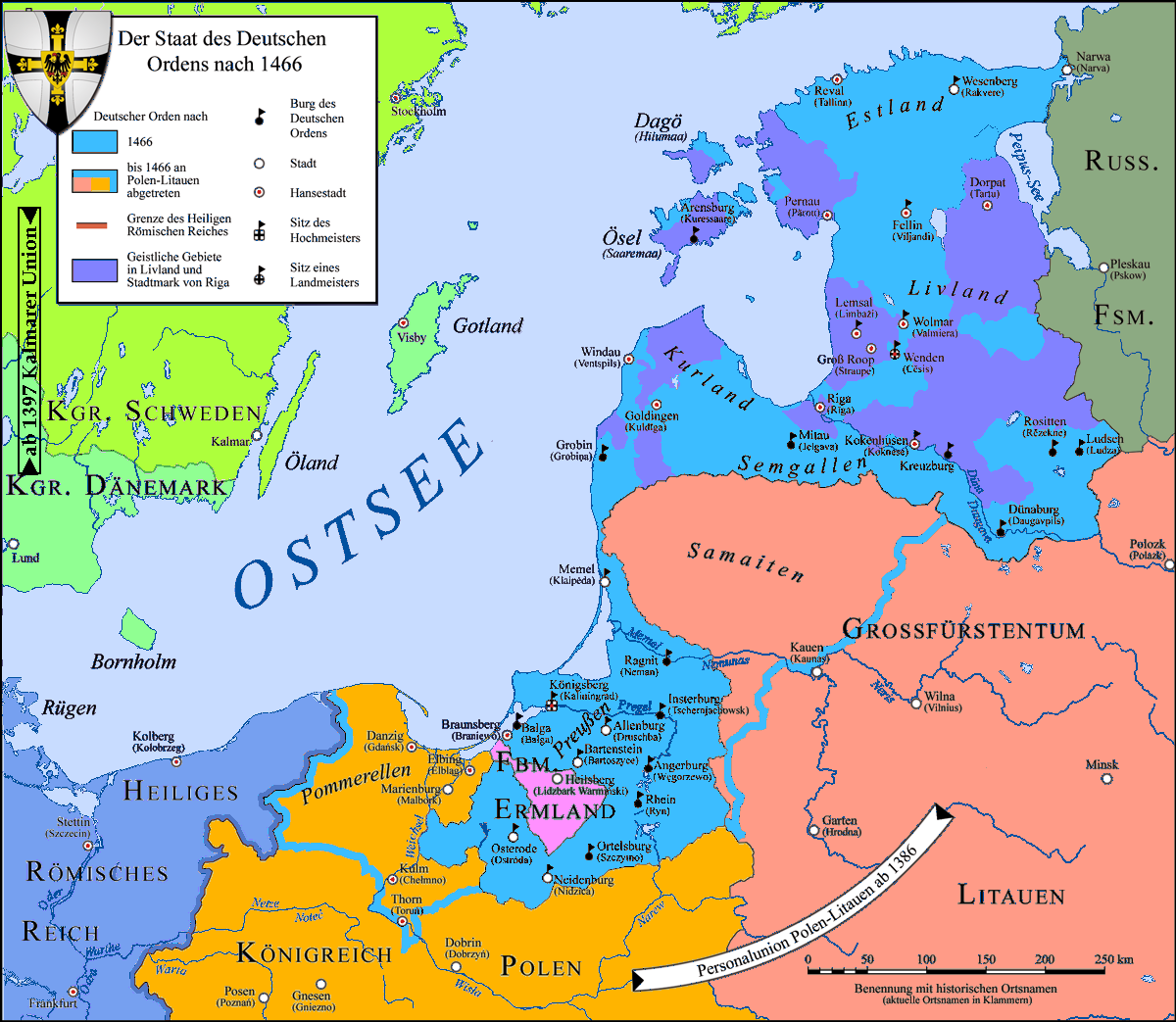
Das nach dem 2. Frieden von Thorn 1466 verbliebene Ordensland Preußen sowie das Meistertum Livland; das pinkfarben dargestellte Ermland war Teil des Königlich (polnischen) Preußen geworden, hatte darin aber einen Sonderstatus mit weitgehender Autonomie

Schon gegen Ende des 14. Jahrhunderts zeichnete sich eine für den Orden und seinen Staat destruktive Entwicklung ab. Während das europäische Rittertum im Spätmittelalter verfiel, wurde der „Kampf für das Kreuz“ zunehmend verklärt und stand für ein Ideal, welches in der damaligen Realität kaum noch Bestand hatte.
Der Adel reduzierte die Ritterorden zunehmend zur sicheren Versorgungsbasis nicht erbberechtigter Nachkommen. Entsprechend sank die Motivation der Ritterschaft. Alltägliche Aufgaben in Verwaltung oder Administration des Deutschen Ordens wurden nun als lästige Pflichten wahrgenommen. Zu dieser Sichtweise trug die konservative Liturgie des Ordens bei. Der Tagesablauf in Friedenszeiten war minutiös geregelt. Die Inhalte eines geistlichen Ritterordens mit Missionierungscharakter hatten sich demgegenüber weitgehend überlebt. Zudem wurde dem Orden auf Betreiben des Königs von Polen auf dem Konzil von Konstanz (1414–1418) eine weitere Missionierungstätigkeit im nun offiziell christlichen Litauen förmlich untersagt.
In der Krise infolge der schweren Niederlage von 1410 weiteten sich die Missstände aus. Interne Streitigkeiten schwächten sowohl den Orden selbst als auch in der Folge den Ordensstaat. Landsmannschaftliche Gruppen stritten um Einfluss im Orden, der Deutschmeister strebte nach Unabhängigkeit vom Hochmeister. Die Städte Preußens und der im Eidechsenbund zusammengeschlossene Kulmer Landadel forderten Mitbestimmung aufgrund der stark erhöhten Besteuerung zur Begleichung der Kriegskosten und an Polen-Litauen zu entrichtende Kontributionen, welche ihnen jedoch nicht bewilligt wurde. Somit schlossen sie sich 1440 im Preußischen Bund zusammen. Hochmeister Ludwig von Erlichshausen verschärfte durch seine Forderungen an die Stände den Konflikt. Kaiser Friedrich III. stellte sich Ende 1453 auf die Seite des Ordens. Anlässlich der Hochzeit von König Kasimir IV. von Polen mit Elisabeth von Habsburg ging der Preußische Bund Anfang 1454 ein Schutzbündnis mit Polen ein und rebellierte offen gegen die Ordensherrschaft.
Daraufhin brach der Dreizehnjährige Krieg aus, der durch Belagerungen und Raubzüge gekennzeichnet war, kaum jedoch durch offene Feldschlachten. Bereits im September 1454 unterlagen die polnischen Truppen in der Schlacht von Konitz und unterstützten den preußischen Aufstand in der Folge nur noch marginal. Schließlich kam es aufgrund allgemeiner Erschöpfung zu einer Pattsituation. Der Orden konnte seine Söldner nicht mehr entlohnen und musste aus diesem Grunde sogar sein Haupthaus, die Marienburg, aufgeben. Die Burg wurde den unbezahlten Söldnern verpfändet, die sie umgehend an den König von Polen verkauften. Letztlich gab so die höhere Finanzkraft der aufständischen Städte, welche alle Kriegskosten selber bezahlten, darunter insbesondere Danzigs, den Ausschlag.
Im Zweiten Frieden von Thorn verlor der Orden 1466 nun auch Pommerellen, das Kulmerland, das Ermland und die Marienburg. Dieser Vertrag wurde weder vom Kaiser noch vom Papst anerkannt. Doch der Orden musste für sich als Gesamtheit die polnische Lehnshoheit anerkennen, was fortan allerdings jeder neu ernannte Hochmeister durch Herauszögerung oder gar Nichterbringung des Lehnseides zu vermeiden suchte. Ein großer Teil der preußischen Städte und Gebiete im Westen konnte sich infolge des II. Thorner Kontraktes von der Ordensherrschaft lösen.
Zum Erhalt des territorial geschrumpften Ordensstaates wurden nun Subventionen aus den Balleien im Heiligen Römischen Reich benötigt, was viele der dortigen Kommenden in eine schwierige finanzielle Lage brachte. Deutschmeister Ulrich von Lentersheim versuchte sich dieser Pflichten zu entbinden, erbat in der Folge eigenmächtig Unterstützung des Kaisers und unterstellte sich zu diesem Zweck 1494 der Lehnshoheit Maximilians I. Dieses Vorgehen widersprach allerdings den Verträgen von Kujawisch Brest und Thorn mit Polen, was Proteste seitens des preußischen Ordenszweiges und besonders des Königreiches Polen zur Folge hatte.
Der Hochmeister Albrecht I. von Brandenburg-Ansbach versuchte erfolglos im sogenannten Reiterkrieg (1519–1521), Unabhängigkeit von der polnischen Krone zu erlangen. In der Hoffnung, dadurch Unterstützung aus dem Heiligen Römischen Reich zu erhalten, unterstellte er 1524 das preußische Ordensgebiet der Lehnshoheit des Reiches und unternahm selbst eine Reise ins Reich, blieb allerdings damit erfolglos.
Inzwischen hatte er jedoch eine persönliche Kehrtwende vollzogen und sich 1522 der Lehre Martin Luthers und damit der Reformation angeschlossen, woraus sich sofort die Frage ergab, was mit dem bisher geistlichen Ordensstaat werden sollte. Deshalb suchte er den Rat des Reformators, über den noch wenig zuvor die Reichsacht verhängt worden war. Auf dessen Anraten hin ließ er seiner persönlichen Kehrtwende eine politische folgen, indem er den Ordensstaat säkularisierte, sein Hochmeisteramt aufgab und Preußen in ein weltliches Herzogtum umwandelte. Er ging somit auf Distanz zum Reich und gewann Unterstützung beim König von Polen, den er im Reiterkrieg noch bekämpft hatte. Albrecht war ohnehin durch seine Mutter Sofia ein Neffe des polnischen Königs Sigismund I. und leistete ihm 1525 den Lehnseid; dafür wurde er mit der erblichen Herzogswürde in Preußen belehnt („in“ und nicht „von“ Preußen, weil der westliche Teil Preußens ja direkt der Schutzherrschaft des Königs von Polen unterstand). Der ehemalige Hochmeister residierte ab dem 9. Mai 1525 als Herzog Albrecht I. in Königsberg.
Die Institutionen des Heiligen Römischen Reiches erkannten das weltliche Herzogtum Preußen nicht an, sondern setzten bis zum Ende des 17. Jahrhunderts formal Administratoren für Preußen ein.
Der Ordenszweig im Reich fand sich mit der Umwandlung „seines“ Ordensstaates Preußen in ein weltliches Herzogtum nicht ab. Ein hastig einberufenes Generalkapitel setzte den bisherigen Deutschmeister Walther von Cronberg am 16. Dezember 1526 als neues Oberhaupt ein. Vom Kaiser erhielt er 1527 die Belehnung mit den Regalien und die Berechtigung, sich Administrator des Hochmeistertums zu nennen und damit den Besitzanspruch auf Preußen aufrechtzuerhalten.
Erst 1530 erlaubte ein kaiserliches Dekret Cronberg, sich nun auch Hochmeister zu nennen. Aus dieser Bezeichnung entstand später der Kurztitel Hoch- und Deutschmeister. Cronberg wurde gleichzeitig zum Administrator Preußens ausgerufen und auf dem kaiserlichen Reichstag zu Augsburg im Jahr 1530 durch Kaiser Karl V. mit dem Preußenland belehnt.
Anschließend verklagte Cronberg seinen ehemaligen Hochmeister, Herzog Albrecht, vor dem Reichskammergericht. Der Prozess endete 1531 mit der Verhängung der kaiserlichen Reichsacht gegen Herzog Albrecht sowie der Weisung an Albrecht und den Preußischen Bund, dem Orden die angestammten Rechte in Preußen wieder einzuräumen. Im außerhalb des Reiches gelegenen Preußen blieben die Schritte ohne Wirkung. Es erhielt eine lutherische Landeskirche. Das Ermland dagegen, der Hoheit des Ordens schon seit 1466 entzogen, blieb als Fürstbistum ein geistliches Territorium und wurde zum Ausgangspunkt der Gegenreformation in Polen.

#### Livland bis 1629
1561 wurden die Besitzungen des Livländischen Ordenszweiges, also Kurland und Semgallen zum weltlichen Herzogtum unter dem ehemaligen Landmeister, Herzog Gotthard von Kettler, umgewandelt. Das eigentliche Livland kam direkt zu Litauen und bildete im späteren Staat Polen-Litauen eine Art Kondominium der beiden Staatsteile. Die Herzogtümer Preußen, Livland, Kurland und Semgallen unterstanden nun der polnischen Lehnshoheit.
Das nördliche Estland mit Reval (Tallinn) und die Insel Ösel (Saaremaa) unterstellten sich angesichts der russischen Bedrohung und vertreten durch ihre Ritterschaften dänischer bzw. schwedischer Oberhoheit. 1629 kam der größte Teil Livlands durch Eroberungen Gustav II. Adolfs zu Schweden; nur das südöstliche Livland (Lettgallen) um Dünaburg (Daugavpils) blieb polnisch und wurde zur Woiwodschaft Livland, auch „Polnisch-Livland“ genannt.
Nach dem Ende des Großen Nordischen Krieges wurde Livland mit Riga und Estland 1721 dem Russischen Reich in Form der sogenannten Ostseegouvernements eingegliedert. Lettgallen kam 1772, Kurland und Semgallen erst 1795 im Zuge der Polnischen Teilungen zum Russischen Reich.

### Der Orden im Reich

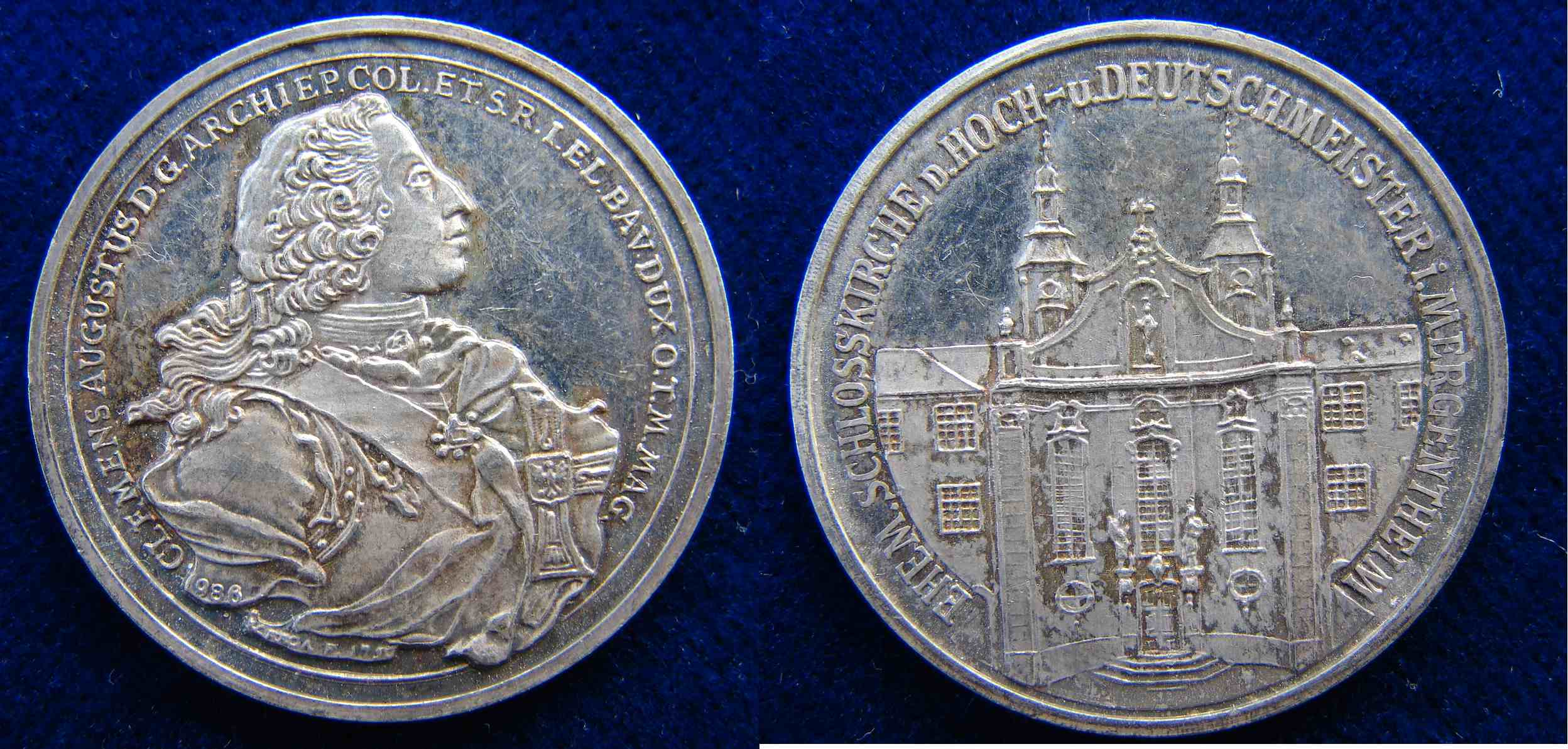
Silbermedaille der inzwischen aufgelösten Partin-Bank Bad Mergentheim zum Deutschen Orden. Die Vorderseite ist ein Faksimile der Medaille von Franz Andreas Schega. Sie zeigt Clemens August von Bayern, Hochmeister des Deutschen Ordens 1732–1761. Die Rückseite bildet die Ordenskirche im Schloss Mergentheim ab.

Nach 1525 beschränkte sich das Wirkungsfeld des Deutschen Ordens abgesehen vom Streubesitz in Livland auf seine Besitzungen im Heiligen Römischen Reich. Seit der Reformation war der Orden trikonfessionell; es existierten katholische, lutherische (Sachsen, Thüringen) und gemischte (Hessen) Balleien.
Nach dem Verlust seiner preußischen Besitzungen gelang dem Orden unter Walther von Cronberg eine äußere und innere Konsolidierung. Auf dem Frankfurter Generalkapitel 1529 wurde die Cronbergsche Konstitution erlassen, das zukünftige Verfassungsgesetz der Adelskorporation. Residenz des Ordensoberhauptes und zugleich Sitz der Zentralbehörden der dem Hochmeister unmittelbar unterstellten Gebiete (das Meistertum Mergentheim) wurde Mergentheim.
Außerhalb dieser sich den neuen Bedingungen anpassenden Territorialherrschaft entwickelten sich die von den Landkomturen geführten Balleien zu weitgehend selbständigen Gebilden. Einige von ihnen hatten den Rang von Reichsständen und rangierten innerhalb der Reichsmatrikel in der Gruppe der Prälaten. Oft gerieten sie in die Abhängigkeit benachbarter Adelsfamilien, die ihre Söhne in den Orden entsandten. In Thüringen, Sachsen, Hessen und Utrecht, wo sich die neuen Glaubenslehren fest etabliert hatten, gab es auch lutherische und reformierte Ordensbrüder, die sich – dem korporativen Denken des Adels folgend – dem Hochmeister gegenüber loyal verhielten, auch im Zölibat lebten und nur die Gelübdeformel durch einen Eid ersetzten.
Nach 1590 wählte man den Hoch- und Deutschmeister aus führenden Geschlechtern katholischer Territorialstaaten, vor allem aus dem Haus Habsburg. Dies schuf neue familiäre und politische Querverbindungen zum deutschen Hochadel, ließ den Orden aber auch mehr und mehr zu einem Instrument habsburgischer Hausmachtpolitik werden.

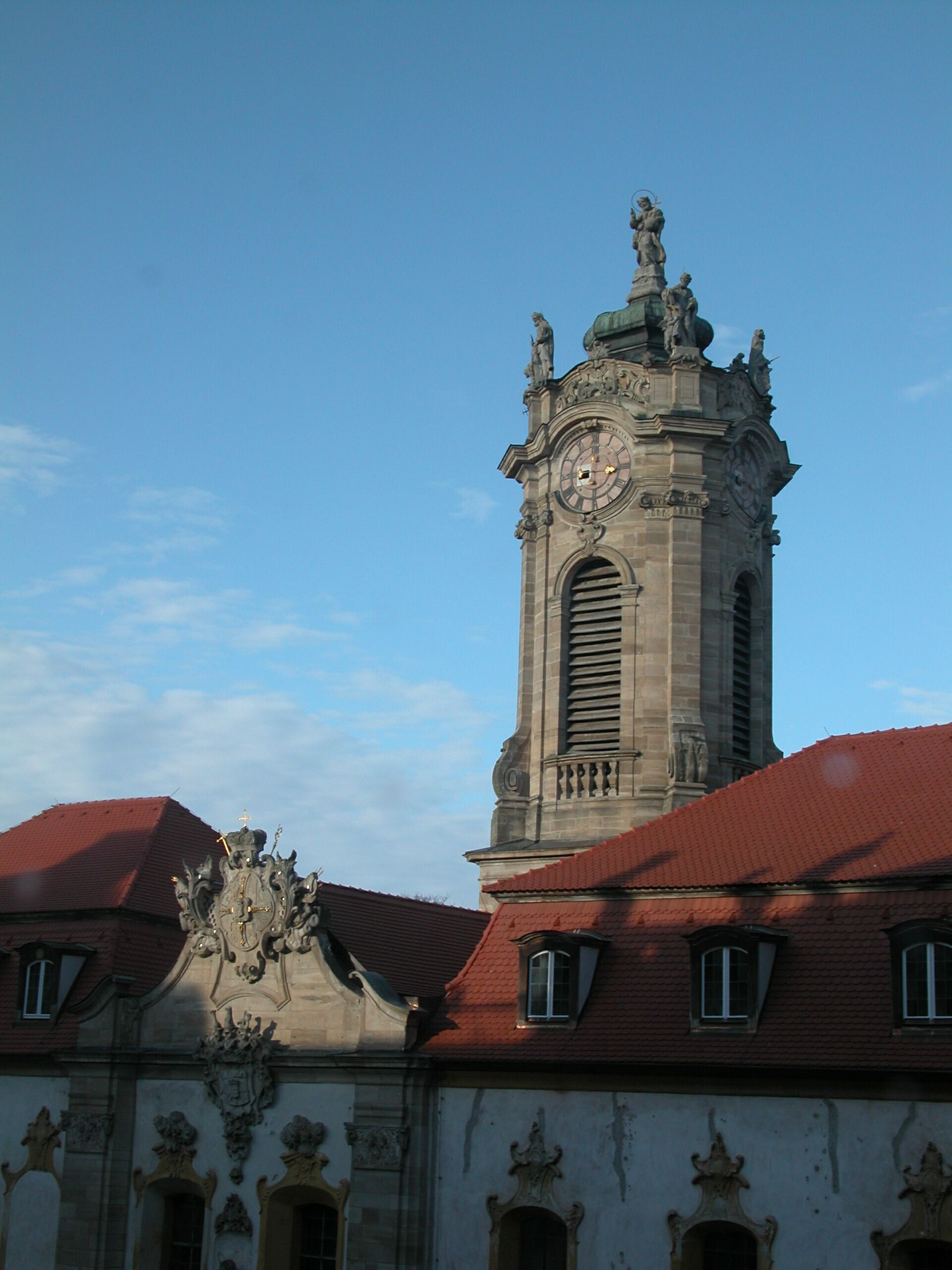
Glockenturm der Schlosskirche der barocken Residenz des Landkomturs von Franken in Ellingen

Vor diesem Hintergrund begann im 16. Jahrhundert ein innerer Wandel des Ordens. Eine katholisch geprägte Reform führte zur Rückbesinnung auf seine ursprüngliche Ausrichtung, die Ordensregeln wurden den neuen Verhältnissen angepasst. Im Verlauf des 16. Jahrhunderts drängte das eher auf Exklusivität drängende Standesdenken des Adels die Bedeutung der zumeist nichtadligen Priesterbrüder zurück. Im Generalkapitel verfügten sie in der Neuzeit weder über Sitz noch Stimme. Die Seelsorge in den Kommenden lag oft in den Händen von Angehörigen anderer geistlicher Orden. Seitdem Laien mit juristischer Ausbildung in den Kanzleien des Ordens arbeiteten, fiel auch diese Betätigung für Priesterbrüder weg. Infolgedessen war ihre Zahl stark gesunken.
Die Ordensleitung folgte den Forderungen des Konzils von Trient und beschloss, neue Priesterseminare zu stiften. Das geschah 1574 in Köln sowie 1606 in Mergentheim. Gründer des letzteren Seminars war Hochmeister Erzherzog Maximilian von Österreich, auf dessen Initiative hin auch Tirol katholisch geblieben war. Generell ist zu verzeichnen, dass zum Deutschen Orden gehörende Besitzungen auch in vorwiegend reformierten Gebieten katholisch blieben, was sich bis in die Gegenwart auswirkt. Externe Ordensniederlassungen in evangelischen Gebieten spielten bei der Seelsorge für durchreisende Katholiken oder für die wenigen dort verbliebenen Altgläubigen eine wichtige Rolle. In einigen Kommenden kam zudem erneut der Gedanke der Hospitalsbruderschaft auf. Der Orden errichtete unter anderem 1568 ein Spital in Frankfurt-Sachsenhausen.

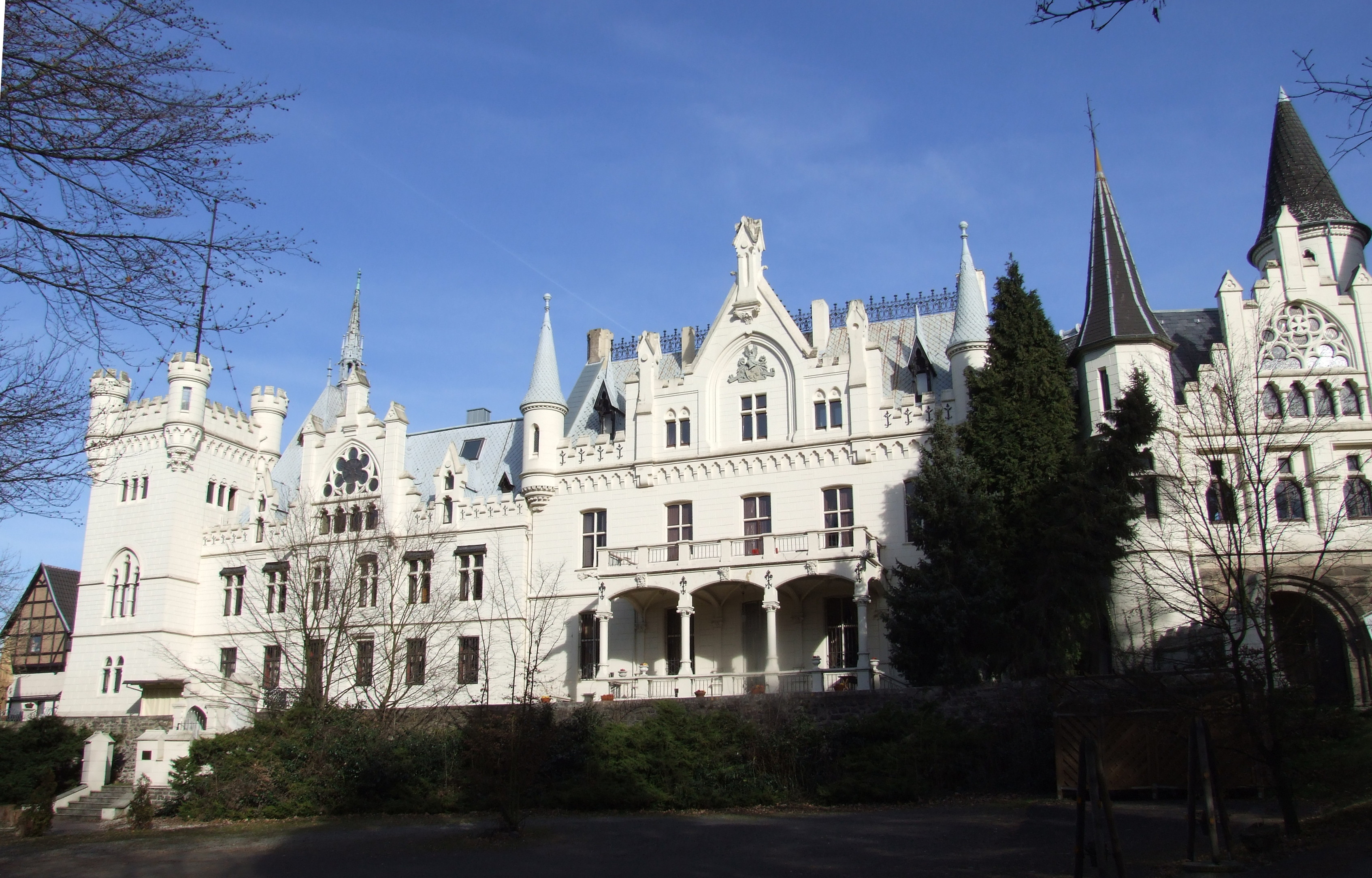
Schloss der Kommende Ramersdorf bei Bonn

Als wichtigste Aufgabe betrachtete der noch immer vom Adel und dessen Wertvorstellungen geprägte Orden jedoch den kriegerischen Einsatz der Ritterbrüder, die sich seit dem 17. Jahrhundert nach italienischem Vorbild auch Cavaliere nannten. Einer satzungsgemäßen Verteidigung des christlichen Glaubens boten die seit dem 16. Jahrhundert eskalierenden Türkenkriege ein umfangreiches Betätigungsfeld. Trotz finanzieller Notlagen leistete der Orden auf diese Weise erhebliche Beiträge für die – im Sprachgebrauch der Zeit sogenannte – Verteidigung des Abendlandes gegen das Osmanische Reich. Professritter dienten zumeist als Offiziere in Regimentern von katholischen Reichsfürsten und in der kaiserlichen Armee. Insbesondere das kaiserliche Infanterieregiment No. 3 und das k.u.k. Infanterieregiment „Hoch- und Deutschmeister“ Nr. 4 bezogen ihre Rekruten aus den deutschen Ordensgebieten. Alle tauglichen Ritterbrüder hatten ein sogenanntes exercitium militare abzuleisten. Sie dienten für den Zeitraum von drei Jahren im Offiziersrang in den durch Kriegszüge besonders gefährdeten Grenzfestungen, ehe sie weiterführende Ordensämter übernehmen durften.
Nach dem Dreißigjährigen Krieg entwickelte sich in den Kommenden des Ordens eine rege Bautätigkeit. Schlösser, oft verbunden mit bemerkenswerten Schlosskirchen, und repräsentative Kommendenhäuser wurden errichtet. Solche Bauten entstanden in Ellingen, Nürnberg, Frankfurt-Sachsenhausen, Altshausen, Beuggen, Altenbiesen und an vielen anderen Orten. Daneben entstanden zahlreiche neue, reich ausgestattete Dorf- und Stadtkirchen sowie profane Zweckbauten.

### Territoriale Verluste und Umstrukturierungen im 19. und 20. Jahrhundert

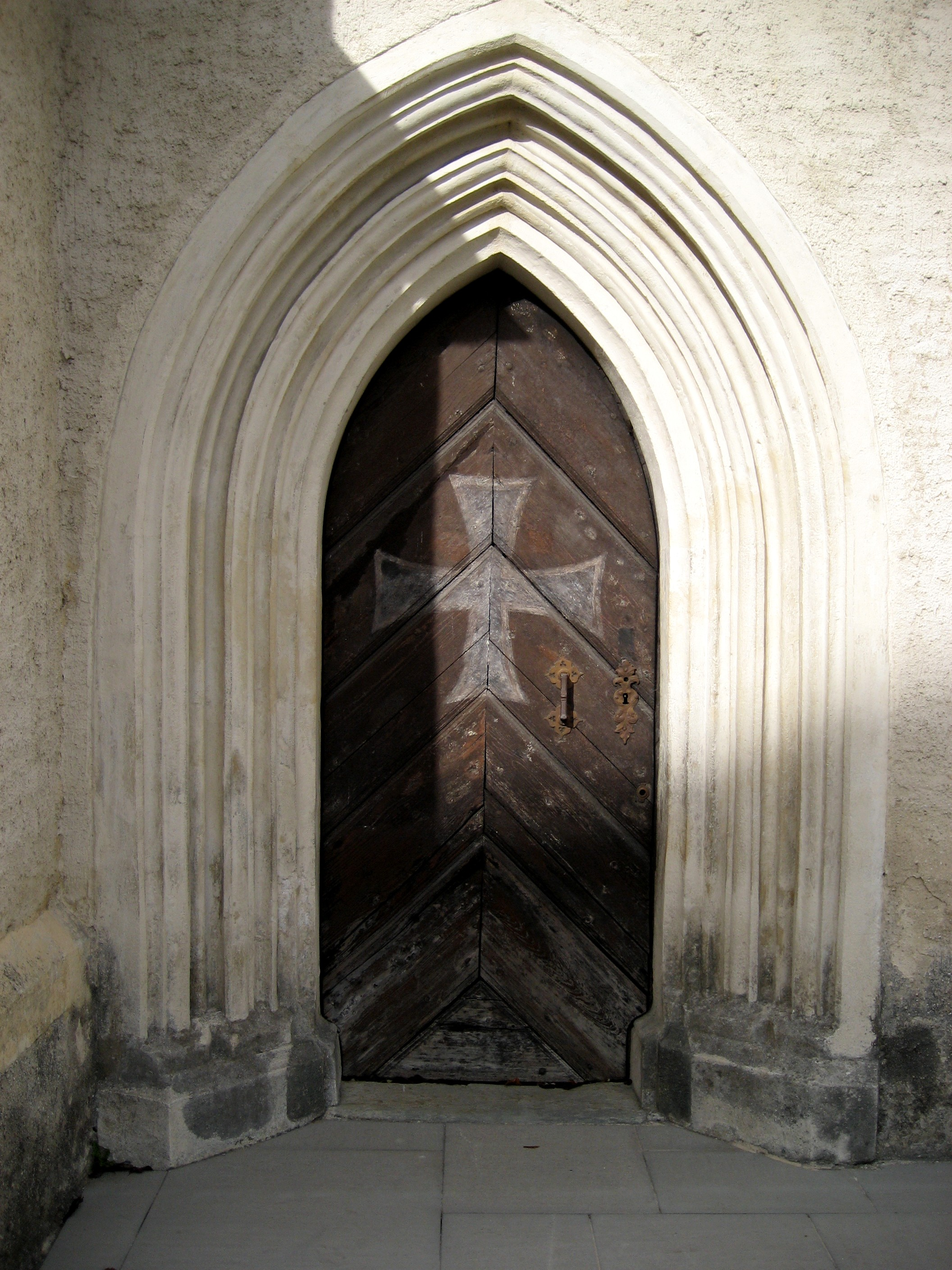
Südportal der gotischen Leechkirche in Graz

Die Koalitionskriege infolge der Französischen Revolution während des ausgehenden 18. Jahrhunderts waren Ursache für eine weitere große Krise des Ordens. Mit der Abtretung des linken Rheinufers an Frankreich gingen die Balleien Elsass und Lothringen vollständig, Koblenz und Biesen zu großen Teil verloren. Der Frieden von Pressburg mit Frankreich nach der schweren Niederlage der österreichisch-russischen Koalition bei Austerlitz gegen Napoléon 1805 verfügte, dass die Besitzungen des Deutschen Ordens und das Amt des Hoch- und Deutschmeisters erblich an das Haus Österreich, also Habsburg, übergehen sollten. Das Amt des Hochmeisters und mit ihm der Orden wurden in die Souveränität des Kaiserreichs Österreich integriert. Kaiser Franz I. von Österreich ließ den nominellen Status des Ordens jedoch weiterhin bestehen. Hochmeister war zu diesem Zeitpunkt sein Bruder Anton Viktor von Österreich.
Der nächste Schlag erfolgte mit dem Ausbruch eines neuen kriegerischen Konfliktes im Frühjahr 1809. Am 24. April erklärte Napoléon nach dem Einmarsch der Österreicher in das Königreich Bayern infolge des Fünften Koalitionskrieges den Orden in den Rheinbundstaaten für aufgelöst. Der Ordensbesitz wurde an die Fürsten des Rheinbundes abgetreten. Napoléon bezweckte auf diesem Wege, den Kriegseinsatz seiner Verbündeten im Krieg gegen die Koalition materiell zu entschädigen sowie die Fürsten somit enger an das französische Kaiserreich zu binden. Dem Orden verblieben jetzt nur noch die Besitzungen in Schlesien und Böhmen sowie die Ballei Österreich mit Ausnahme der an die illyrischen Provinzen abgetretenen Kommenden um Krain. Die Ballei An der Etsch in Tirol war an die französischen Vasallen-Königreiche Bayern und das 1805 aus der Cisalpinischen Republik Napoléons hervorgegangene Königreich in Nordostitalien gefallen.
Im Rahmen der Säkularisation im frühen 19. Jahrhundert verlor der Orden die meisten seiner Gebiete, obwohl er im Reichsdeputationshauptschluss noch als Souverän anerkannt worden war. Aber schon im Jahr 1805 wurde in Artikel XII des Friedens von Pressburg festgelegt, dass „Die Würde eines Großmeisters des deutschen Ordens, die Gerechtsame, Domainen und Einkunfte … demjenigen Prinzen des kaiserlichen Hauses, welches Se. Majestät der Kaiser von Deutschland und Oesterreich ernennen wird, in der Person und in gerader männlicher Linie nach dem Erstgeburtsrechte erblich überlassen werden“ sollten. Der Orden war damit ein Teil Österreichs bzw. der Habsburgermonarchie geworden.
Zwar fielen als Folge des Wiener Kongresses im Jahr 1815 die Balleien Krain und Tirol zu Österreich und somit in den Verfügungsbereich des Ordens; eine Wiederherstellung der vollen Souveränität des Ordens war aber angesichts der nun unzureichenden Vermögenswerte nicht mehr möglich.
Im Jahr 1834 verzichtete Franz I. erneut auf alle Rechte aus dem Pressburger Frieden und setzte den Orden wieder in seine alten Rechte und Pflichten ein: der Orden wurde durch Kabinettsorder vom 8. März 1843 juristisch zu einem selbständigen geistlich-militärischen Institut unter der Bande eines kaiserlichen unmittelbaren Lehens. Es bestanden nur noch die Ballei Österreich, das Meistertum in Böhmen und Mähren sowie eine kleine Ballei in Bozen.
Nach dem Untergang der Donaumonarchie in der Folge des Ersten Weltkrieges wurde der Orden in den Nachfolgestaaten der Vielvölkermonarchie zunächst als Kaiserlich Habsburger Ehrenorden betrachtet. Deshalb erwogen die verantwortlichen Behörden eine Beschlagnahmung des Ordensvermögens als nominelles Eigentum des Habsburger Kaiserhauses. Aus diesem Grund verzichtete Hochmeister Erzherzog Eugen von Österreich-Teschen 1923 auf sein Amt. Er ließ den Ordenspriester und Bischof von Brünn Norbert Johann Klein zum Koadjutor wählen und dankte gleichzeitig ab. Diese Zäsur erwies sich als erfolgreich: Bis Ende 1927 erkannten die Nachfolgestaaten der Donaumonarchie den Deutschen Orden als geistlichen Orden an. Der Orden umfasste noch die vier Balleien (später Provinzen genannt) im Königreich Italien, in der Tschechoslowakischen Republik, in der Republik Österreich und im Königreich Jugoslawien.
Am 6. September 1938 erließ die nationalsozialistische deutsche Reichsregierung ein Dekret zur Auflösung des Deutschen Ordens. Im selben Jahr wurde der Deutsche Orden infolge dieses Dekretes im an das Deutsche Reich als Ostmark angegliederten Österreich aufgelöst. Im Jahr 1939 kam das gleiche Edikt in der vom Deutschen Reich annektierten, sogenannten Rest-Tschechei, dem Reichsprotektorat Böhmen und Mähren, zur Anwendung. Im italienischen Südtirol gab es bis 1945 ideologisch begründete Übergriffe örtlich ansässiger Faschisten auf Einrichtungen und Mitglieder.
Im „Königreich der Serben, Kroaten und Slowenen“ beziehungsweise dem „Königreich Jugoslawien“ (1918–1941) wurde der Orden in den zwanziger und dreißiger Jahren geduldet. Im Zweiten Weltkrieg dienten seine zumeist im slowenischen Gebiet angesiedelten Besitzungen als Lazarett. Nach 1945 wurden Mitglieder des Deutschen Ordens in der Föderativen Volksrepublik Jugoslawien nicht zuletzt infolge des Namens aufgrund der Kriegs- und Nachkriegsereignisse verfolgt. Im Zuge der 1947 hier erfolgenden Aufhebung aller geistlichen Orden säkularisierten die jugoslawischen Staatsorgane das Eigentum des Deutschen Ordens und verwiesen seine Mitglieder des Landes.
Nach dem Zweiten Weltkrieg wurde in Österreich 1947 das Aufhebungsdekret von 1938 staatsrechtlich annulliert und das verbliebene Vermögen dem Orden zurückerstattet.
Auch aus der Tschechoslowakei wurden die Angehörigen des Ordens ausgewiesen. In Darmstadt gründeten diese Ordensmitglieder 1949 einen Konvent, der 2014 aufgegeben wurde. Für Ordensschwestern wurde 1953 in Passau, im ehemaligen Augustiner Chorherrenstift St. Nikola ein Mutterhaus geschaffen (Juristisch betreut wurde der Schwesternanteil des Ordens in Passau von Franz Zdralek). 1957 erwarb der Orden in Rom ein Haus als Sitz des Generalprokurators, das zugleich als Pilgerhaus dient. 1970 und 1988 wurden die Ordensregeln – auch im Hinblick auf eine bessere Partizipation der weiblichen Mitglieder – modifiziert.

## Der Deutsche Orden in der Gegenwart
Heute ist der Deutsche Orden mit dem offiziellen Titel „Orden der Brüder vom Deutschen Haus St. Mariens in Jerusalem“ ein geistlicher Orden. Aktuell hat er etwa 1100 Mitglieder: rund 120 Priester, 80 Schwestern und 980 Familiaren.
Die räumlichen Bezirke des Ordens werden als Provinzen bezeichnet. Sie besitzen eigene Provinzialate, welche man als Regionalverwaltungen des Ordens verstehen kann. Diese befinden sich für Deutschland in Weyarn, für Österreich in Wien, für Südtirol/Italien in Lana, für Slowenien in Laibach und für Tschechien und die Slowakei in Troppau. Die deutsche Ordensprovinz ist als Körperschaft des öffentlichen Rechts organisiert.
Entsprechend seinem ursprünglichen Ideal, „den hilfsbedürftigen Menschen um Christi willen in selbstloser Liebe zu dienen“, betätigt sich der Orden heute karitativ und im Bildungsbereich. Schwerpunkte bilden die Bereiche Alten- und Behindertenhilfe sowie die Suchthilfe. In Deutschland betreiben die ca. 3000 Mitarbeiter der Ordenswerke 60 gemeinnützige Einrichtungen, darunter 10 Fachkliniken für Suchtrehabilitation. Daneben unterhält er Gästehäuser in Wien, Rom und Gumpoldskirchen. Darüber hinaus sind Ordenspriester als Pfarrer in verschiedenen Pfarreien eingesetzt.
Ein weiterer Schwerpunkt ist die Erforschung der ordenseigenen Geschichte. Seit 1966 gibt der Orden – unter staats- und konfessionsübergreifender Mitarbeit von Autoren – die inzwischen 60-bändige Buchreihe Quellen und Studien zur Geschichte des Deutschen Ordens heraus.
1999 kam es in der Deutschordensprovinz Deutschland infolge von Missmanagement zu eklatanten finanziellen Engpässen, in deren Folge die Provinz im November 2000 ihre Zahlungsunfähigkeit erklären musste. Durch die Einsetzung einer neuen Leitung wurde eine Liquidation der Körperschaft des öffentlichen Rechts im Einvernehmen mit den Gläubigern in letzter Instanz abgewendet. Anfang 2001 beliefen sich die Verbindlichkeiten des Deutschen Ordens gegenüber den Banken auf insgesamt ca. 364 Millionen DM.

### Ordensleitung
|                   |                   |                   |                   |                   |                   | Hochmeister                                  | Hochmeister                                  | Hochmeister                                  | Hochmeister                                  | Hochmeister                                  | Hochmeister                                  |                 |                 |  |  |               |               | Generalrat                                   | Generalrat                                   | Generalrat                                   | Generalrat                                   | Generalrat                                   | Generalrat                                   |                    |                    |                    |                    |                    |                    |  |  |  |  |  |  |  |  |  |  |  |  |  |  |  |  |  |  |  |  |  |  |  |  |
|                   |                   |                   |                   |                   |                   | Hochmeister                                  | Hochmeister                                  | Hochmeister                                  | Hochmeister                                  | Hochmeister                                  | Hochmeister                                  |                 |                 |  |  |               |               | Generalrat                                   | Generalrat                                   | Generalrat                                   | Generalrat                                   | Generalrat                                   | Generalrat                                   |                    |                    |                    |                    |                    |                    |  |  |  |  |  |  |  |  |  |  |  |  |  |  |  |  |  |  |  |  |  |  |  |  |
|                   |                   |                   |                   |                   |                   |                                              |                                              |                                              |                                              |                                              |                                              |                 |                 |  |  |               |               |                                              |                                              |                                              |                                              |                                              |                                              |                    |                    |                    |                    |                    |                    |  |  |  |  |  |  |  |  |  |  |  |  |  |  |  |  |  |  |  |  |  |  |  |  |
|                   |                   |                   |                   |                   |                   |                                              |                                              |                                              |                                              |                                              |                                              |                 |                 |  |  |               |               |                                              |                                              |                                              |                                              |                                              |                                              |                    |                    |                    |                    |                    |                    |  |  |  |  |  |  |  |  |  |  |  |  |  |  |  |  |  |  |  |  |  |  |  |  |
| Generalprokurator | Generalprokurator | Generalprokurator | Generalprokurator | Generalprokurator | Generalprokurator |                                              |                                              | Generalsekretär                              | Generalsekretär                              | Generalsekretär                              | Generalsekretär                              | Generalsekretär | Generalsekretär |  |  | Generalökonom | Generalökonom | Generalökonom                                | Generalökonom                                | Generalökonom                                | Generalökonom                                |                                              |                                              | Generalassistentin | Generalassistentin | Generalassistentin | Generalassistentin | Generalassistentin | Generalassistentin |  |  |  |  |  |  |  |  |  |  |  |  |  |  |  |  |  |  |  |  |  |  |  |  |
| Generalprokurator | Generalprokurator | Generalprokurator | Generalprokurator | Generalprokurator | Generalprokurator |                                              |                                              | Generalsekretär                              | Generalsekretär                              | Generalsekretär                              | Generalsekretär                              | Generalsekretär | Generalsekretär |  |  | Generalökonom | Generalökonom | Generalökonom                                | Generalökonom                                | Generalökonom                                | Generalökonom                                |                                              |                                              | Generalassistentin | Generalassistentin | Generalassistentin | Generalassistentin | Generalassistentin | Generalassistentin |  |  |  |  |  |  |  |  |  |  |  |  |  |  |  |  |  |  |  |  |  |  |  |  |
|                   |                   |                   |                   |                   |                   | Kommission für Liturgie des Deutschen Ordens | Kommission für Liturgie des Deutschen Ordens | Kommission für Liturgie des Deutschen Ordens | Kommission für Liturgie des Deutschen Ordens | Kommission für Liturgie des Deutschen Ordens | Kommission für Liturgie des Deutschen Ordens |                 |                 |  |  |               |               | Kommission für Eigenrecht im Deutschen Orden | Kommission für Eigenrecht im Deutschen Orden | Kommission für Eigenrecht im Deutschen Orden | Kommission für Eigenrecht im Deutschen Orden | Kommission für Eigenrecht im Deutschen Orden | Kommission für Eigenrecht im Deutschen Orden |                    |                    |                    |                    |                    |                    |  |  |  |  |  |  |  |  |  |  |  |  |  |  |  |  |  |  |  |  |  |  |  |  |
|                   |                   |                   |                   |                   |                   | Kommission für Liturgie des Deutschen Ordens | Kommission für Liturgie des Deutschen Ordens | Kommission für Liturgie des Deutschen Ordens | Kommission für Liturgie des Deutschen Ordens | Kommission für Liturgie des Deutschen Ordens | Kommission für Liturgie des Deutschen Ordens |                 |                 |  |  |               |               | Kommission für Eigenrecht im Deutschen Orden | Kommission für Eigenrecht im Deutschen Orden | Kommission für Eigenrecht im Deutschen Orden | Kommission für Eigenrecht im Deutschen Orden | Kommission für Eigenrecht im Deutschen Orden | Kommission für Eigenrecht im Deutschen Orden |                    |                    |                    |                    |                    |                    |  |  |  |  |  |  |  |  |  |  |  |  |  |  |  |  |  |  |  |  |  |  |  |  |

Quelle:
- Generalrat: Mitglieder sind neben dem Hochmeister der Generalprokurator, vier aus den Provinzen gewählte Generalräte, der Generalsekretär, der Generalökonom, neben der Generalassistentin eine weitere Repräsentantin der Ordensschwestern, sowie ein Sachverständiger aus dem Familiareninstitut. Alle zur Leitung des Ordens wichtigen Angelegenheiten werden vom Hochmeister mit seinem Rat auf turnusmäßigen Generalratssitzungen beraten und entschieden.
- Der Generalprokurator in Rom vertritt die Angelegenheiten des Deutschen Ordens beim Heiligen Stuhl.
- Generalsekretär: Administrativer Bevollmächtigter des Hochmeisters im Tagesgeschäft sowie Stellvertreter des Hochmeisters bei Unpässlichkeit.
- Generalökonom: Verantwortlich für Finanzen und Logistik.
- Die Generalassistentin vertritt die Schwestern aller Provinzen im Generalrat. Als Vertreterin des Hochmeisters nimmt sie auch an den Konferenzen und Tagungen der Generaloberinnen teil und bespricht die dabei gefassten Beschlüsse mit dem Hochmeister, der die einzelnen Provinzoberinnen davon in Kenntnis setzt. Die Generalassistentin nimmt nicht die Stelle einer Generaloberin im Sinne des Ordensrechts ein.

### Ordenspriester und Laienbrüder
Den ersten Zweig des Ordens bilden die Priester (Abkürzung hinter dem Namen: „OT“ für „Ordo Teutonicus“). Sie legen ein feierliches ewiges Gelübde (Profess) ab, sind als Nachfolger der Ordensritter allein zur Leitung des Ordens berechtigt und vornehmlich in der Pfarrseelsorge tätig. Zu diesem Zweig gehören auch Laienbrüder, die ein einfaches ewiges Gelübde ablegen.
Die Konvente sind in vier Provinzen organisiert:
- Deutschland mit Sitz im ehemaligen Augustiner-Chorherrenstift in Weyarn und Konventen in Weyarn, Frankfurt am Main, Wetter (bis Juli 2024)[106] und Maria Birnbaum bei Sielenbach. 1998 wurde der deutschen Provinz vom Freistaat Bayern der Status einer Körperschaft des öffentlichen Rechts verliehen. Prior ist seit 2015 Pater Christoph Kehr.
- Österreich-Südtirol mit Sitz in Lana; Prior ist Pater Christian Stuefer.[107] In Wien befindet sich zudem das Deutschordenshaus mit dem Sitz des Hochmeisters.
- Tschechien (Řád bratří domu Panny Marie v Jeruzalémě) und Slowakei (Rehola bratov domu Panny Márie Jeruzalemskej) mit Sitz in Troppau mit Konvent in Topoltschan
- Slowenien (Križniški red v Sloveniji) mit Sitz in Laibach.[108]

An der Spitze steht jeweils ein Provinzial, der den Titel „Prior“ oder „Landkomtur“ führt.

### Ordensschwestern
Den zweiten Zweig bildet die Kongregation der Ordensschwestern. Sie legen die einfachen ewigen Gelübde ab. Innerhalb des Ordens regeln sie ihre Angelegenheiten selbständig und widmen sich der Kranken- und Altenpflege. Sie sind in fünf Provinzen organisiert
- Deutschland mit Sitz in Passau[110]
- Österreich mit Sitz in Friesach
- Italien mit Sitz in Lana
- Tschechien (Milosrdné sestry Panny Marie Jeruzalémské Province sester) und Slowakei (Milosrdné sestry Panny Márie Jeruzalemskej Provincia sestier) mit Sitz in Troppau
- Slowenien (Sestre Križniškega Reda (SKR)) mit Sitz in Luttenberg.

### Familiaren und Ehrenritter
Den dritten Zweig bildet das Institut der Familiaren (Abkürzung hinter dem Namen „FamOT“), auch Marianer genannt. Diese legen ein Versprechen (kein Gelübde) auf den Orden ab und regeln innerhalb des Ordens ihre Angelegenheiten ebenfalls selbständig. Bei feierlichen Anlässen tragen sie einen schwarzen Umhang mit dem Wappen des Deutschen Ordens an der linken Seite. Sie gliedern sich in die Balleien
- Deutschland mit Sitz in Frankfurt am Main und den Komtureien „An Isar, Lech und Donau“, „An der Donau“, „Franken“, „Am Oberrhein“, „An Tauber, Neckar und Bodensee“, „An Rhein und Main“, „An Rhein und Ruhr“, „An Weser und Ems“ und „An Elbe und Ostsee“,
- Österreich mit den Komtureien „An der Drau“, „An Enns und Salzach“ und „An Mur und Mürz“. Die Komturei „Am Inn und Hohen Rhein“ gehört seit Februar 2009 zur Ballei An der Etsch und im Gebirge[112]
- Ad Tiberim (Italien),
- An der Etsch und im Gebirge (Südtirol),
- Ballivia in Bohemia, Moravia et Silesia (Tschechien)
- und die selbständige Deutschordensballei Alden Biesen in Belgien.[113]

Bekannte Familiaren sind oder waren beispielsweise Franz Josef Strauß oder Edmund Stoiber.
Eine besondere Kategorie innerhalb der Familiaren bildet die Klasse der Ehrenritter, die auf zwölf Mitglieder beschränkt ist. Sie tragen einen weißen Mantel mit dem Ordenswappen sowie das Ritterkreuz des Ordens am Halsband. Bekannte Ehrenritter sind oder waren zum Beispiel Konrad Adenauer, Otto von Habsburg, Karl Habsburg-Lothringen, der Kardinal Joachim Meisner (Köln), der Kardinal Christoph Schönborn (Wien), der Bischof Peter Kohlgraf (Mainz), der Erzbischof Stefan Heße (Hamburg), der Historiker Udo Arnold oder Carl Herzog von Württemberg.

### Generalprokurator in Rom
Der Generalprokurator in Rom vertritt die Angelegenheiten des Deutschen Ordens beim Heiligen Stuhl. Sitz des Generalprokurator ist in der Via Nomentana 421 in Rom.
- Alfred Bacher OT (1982–2012)[118]
- Laurentius Meißner OT (2012–2022)
- Christian Blümel  OT, seit 2022[119]

## Organisatorische Strukturen des Ordens

### Zeichen und Ornat

Mittelalterlicher Wappenschild des Deutschen Ordens

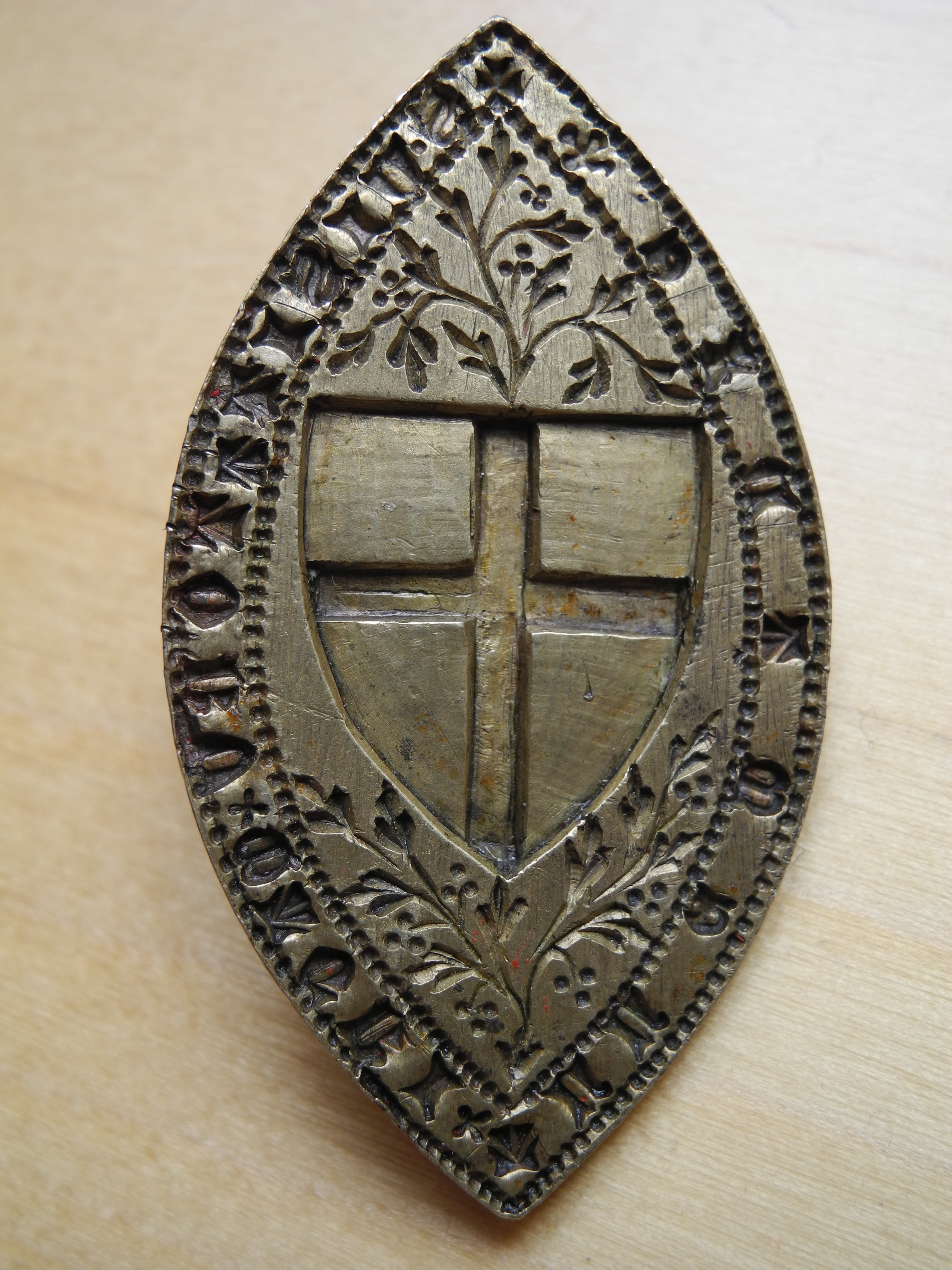
Petschaft des Deutschen Ordens aus dem 14. Jahrhundert

Die Form des Ordenszeichens wandelte sich im Laufe der Jahrhunderte vom einfachen Balkenkreuz zum schwarzen Tatzenkreuz auf weißem Grund.
Die Kleidung der Mitglieder des Ordens entsprach der jeweiligen Zeit, seit der Gründung des Ordens ist der Weiße Mantel mit dem schwarzen Kreuz auf der rechten Seite (vom Betrachter aus gesehen) jedoch immer ein Wahrzeichen des Ordens. Die Ähnlichkeit mit dem Mantel der Templer (rotes Kreuz auf weißem Mantel), wurde von vielen diesen kritisch gesehen. Neben dem zu feierlichen Anlässen obligaten Mantel gehören zur typischen Ordenskleidung heute für die Geistlichen die Soutane, Halskreuz und Brustkreuz.
Der Wahlspruch des Ordens lautet „Helfen, Wehren, Heilen“.

### Innere Verfassung
Ursprünglich hatte der Orden für seine militärischen Tätigkeiten die Regeln der Templer, für seine karitativ Tätigen die der Johanniter übernommen. Ab dem 13. Jahrhundert bildete der Orden 1244 von Papst Innozenz IV. bestätigte Regeln aus, die in einem sogenannten „Ordensbuch“ festgehalten wurden. Die älteste erhaltene Abschrift eines Ordensbuches stammt aus dem Jahre 1264.
Der Deutsche Orden pflegte ursprünglich eine eigene Form des Ritus der Liturgie. In der Entstehungszeit feierten die Brüder den Gottesdienst nach dem Ritus der Kanoniker vom Heiligen Grab in Jerusalem. Durch eine Approbation Papst Innozenz IV. wurde die Liturgie der Dominikaner im Orden eingeführt. Obwohl im Konzil von Trient die Beibehaltung dieser alten Liturgieform gestattet wurde, setzte sich die Form der Tridentinischen Messe im Orden langsam durch und wurde 1624 endgültig übernommen. Seitdem gilt auch im Deutschen Orden der jeweils gültige römische Ritus der katholischen Kirche. Als Patronin des Ordens gilt neben der Jungfrau Maria die 1235 heiliggesprochene Elisabeth von Thüringen.
Die Konstitution des Ordens, auch Statuten genannt, wurde und wird durch das Generalkapitel / Großkapitel beschlossen und früher vom Kaiser, heute vom Papst genehmigt. Wichtige Beschlüsse waren
- die „Cronbergsche Konstitution“, auf dem Frankfurter Generalkapitel 1529 erlassen;
- die „Statuten des Deutschen Ritterordens“ (1840 von Kaiser Ferdinand I. bestätigt)
- die „Regel der Konventsbrüder des deutschen Hauses und Hospitals Unserer lieben Frau zu Jerusalem für die dem Hochmeister unmittelbar unterstehenden Priesterkonvente von 1865 für die neuen Priesterkonvente“ (1866 vom Kaiser anerkannt und 1871 von Papst Pius IX. bestätigt);

Im Jahre 1929 approbierte das Großkapitel des Deutschen Ordens die beiden überarbeiteten Ordensregeln der Brüder und der Schwestern, die beide am 27. November 1929 von Papst Pius XI. bestätigt wurden.
Die Deutschordensschwestern sind als Kongregation päpstlichen Rechts dem Orden der Brüder beigeordnet. Die Generalleitung liegt beim Hochmeister; Vertreterinnen der Schwestern nehmen am Generalkapitel und am Generalrat teil. Diese Form des Ordenslebens ist solitär in der römisch-katholischen Kirche. Nach vorläufigen Approbationen wurden am 11. Oktober 1993 die Regeln der Brüder vom Deutschen Haus Sankt Mariens in Jerusalem und die Lebensregeln der Schwestern vom Deutschen Haus Sankt Mariens in Jerusalem vom Apostolischen Stuhl bestätigt. Beide waren nach den Weisungen des Zweiten Vatikanischen Konzils bereits genehmigt worden und zuletzt auch den Normen des kirchlichen Gesetzbuches von 1983 angepasst. Alle Satzungen des Ordens sind in Regeln und Statuten des Deutschen Ordens „Das Ordensbuch. Wien 2001“ veröffentlicht.

### Ämter und Institutionen

#### Generalkapitel
Das Generalkapitel bildete ursprünglich die richtungsweisend beschlussfassende Versammlung aller Vollmitglieder des Ordens (Ritter, Priester, Graumäntler). Da dies logistisch nicht möglich war, beschränkte man sich auf Deputationen der einzelnen Kommenden und Balleien unter Vorsitz der jeweiligen Landmeister. Ursprünglich als jährlich durchzuführende Versammlung angestrebt, trat in der Praxis ein Generalkapitel im Hoch- und Spätmittelalter fast ausschließlich zur Wahl der jeweiligen Hochmeister zusammen. Die Beschlüsse waren für die Gebietiger des Ordens formal bindend.

#### Hochmeister

Heutiges Wappen der Hochmeister des Deutschen Ordens

Der Hochmeister ist das höchste Amt im Deutschen Orden und untersteht nur dem Papst in Rom. Bis 1525 gewählt durch das Generalkapitel, hatte er im Heiligen Römischen Reich den Rang eines Geistlichen Reichsstandes. In Preußen galt der Hochmeister bis 1466 zugleich als souveräner Landesfürst. Dennoch muss er hierarchisch gesehen als Erster unter Gleichen betrachtet werden. Das bedeutete, dass er auf Intentionen und Verlangen der einzelnen Gruppierungen im Orden Rücksicht nehmen musste. Inwieweit dies geschah, hing eng mit der Persönlichkeit des jeweiligen Hochmeisters zusammen. Von 1530 bis 1929 hieß das Amt umgangssprachlich „Hoch- und Deutschmeister“. Letzter Hoch- und Deutschmeister war von 1894 bis 1923 der k.u.k. Feldmarschall Erzherzog Eugen von Österreich aus dem Haus Habsburg. Als 65. Hochmeister des Ordens wurde am 25. August 2000 Bruno Platter gewählt, er empfing durch den Bischof von Bozen-Brixen Wilhelm Egger am 29. Oktober 2000 die Abtsbenediktion. Zum derzeitigen 66. Hochmeister des Ordens wurde am 22. August 2018 Frank Bayard gewählt.

#### Großgebietiger
|                                 |                                 |                                 |                                 |                                 |                                 | Hochmeister | Hochmeister | Hochmeister                          | Hochmeister                          | Hochmeister                          | Hochmeister                          |                                      |                                      |  |  |                                     |                                     | Generalkapitel                      | Generalkapitel                      | Generalkapitel                      | Generalkapitel                      | Generalkapitel | Generalkapitel |                                      |                                      |                                      |                                      |                                      |                                      |  |  |                                     |                                     |                                     |                                     |                                     |                                     |
|                                 |                                 |                                 |                                 |                                 |                                 | Hochmeister | Hochmeister | Hochmeister                          | Hochmeister                          | Hochmeister                          | Hochmeister                          |                                      |                                      |  |  |                                     |                                     | Generalkapitel                      | Generalkapitel                      | Generalkapitel                      | Generalkapitel                      | Generalkapitel | Generalkapitel |                                      |                                      |                                      |                                      |                                      |                                      |  |  |                                     |                                     |                                     |                                     |                                     |                                     |
|                                 |                                 |                                 |                                 |                                 |                                 |             |             |                                      |                                      |                                      |                                      |                                      |                                      |  |  |                                     |                                     |                                     |                                     |                                     |                                     |                |                |                                      |                                      |                                      |                                      |                                      |                                      |  |  |                                     |                                     |                                     |                                     |                                     |                                     |
|                                 |                                 |                                 |                                 |                                 |                                 |             |             |                                      |                                      |                                      |                                      |                                      |                                      |  |  |                                     |                                     |                                     |                                     |                                     |                                     |                |                |                                      |                                      |                                      |                                      |                                      |                                      |  |  |                                     |                                     |                                     |                                     |                                     |                                     |
| Großkomtur (Magnus Commendator) | Großkomtur (Magnus Commendator) | Großkomtur (Magnus Commendator) | Großkomtur (Magnus Commendator) | Großkomtur (Magnus Commendator) | Großkomtur (Magnus Commendator) |             |             | Ordensmarschall (Summus Marescalcus) | Ordensmarschall (Summus Marescalcus) | Ordensmarschall (Summus Marescalcus) | Ordensmarschall (Summus Marescalcus) | Ordensmarschall (Summus Marescalcus) | Ordensmarschall (Summus Marescalcus) |  |  | Großspittler (Summus Hospitalarius) | Großspittler (Summus Hospitalarius) | Großspittler (Summus Hospitalarius) | Großspittler (Summus Hospitalarius) | Großspittler (Summus Hospitalarius) | Großspittler (Summus Hospitalarius) |                |                | Ordenstressler (Summus Thesaurarius) | Ordenstressler (Summus Thesaurarius) | Ordenstressler (Summus Thesaurarius) | Ordenstressler (Summus Thesaurarius) | Ordenstressler (Summus Thesaurarius) | Ordenstressler (Summus Thesaurarius) |  |  | Ordenstrappier (Summus Trappearius) | Ordenstrappier (Summus Trappearius) | Ordenstrappier (Summus Trappearius) | Ordenstrappier (Summus Trappearius) | Ordenstrappier (Summus Trappearius) | Ordenstrappier (Summus Trappearius) |

 Quellen:
Für den Bereich des ganzen Ordens waren bis 1525 die vom Hochmeister selbst bestimmten sogenannten „Großgebietiger“ zuständig. Ihre jeweiligen Amtssitze befanden sich in Preußen. Neben administrativen Aufgaben nahmen die Großgebietiger auch repräsentative Pflichten bei der Landesverwaltung wahr und erfüllten häufig wichtige diplomatische Missionen im Dienste des Hochmeisters. Es existierten bis 1525 fünf amtsspezifische Großgebietiger:
- Großkomtur (Stellvertreter des Hochmeisters) zu Marienburg: Hatte die Aufsicht über den Ordensschatz und alle Vorräte. Insbesondere unterstand ihnen die Firmarie (Altersheim) und das Kriegswesen der Marienburg. Daneben kontrollierte er die Rechnungslegung des Tresslers und führte das Schuldenregister des Ordens. Außerdem vertrat er den Hochmeister bei längerer Krankheit oder Abwesenheit.
- Ordensmarschall (seit 1330 zugleich Komtur von Königsberg): War zuständig für das Kriegswesen (Burgen, Kriegsgerät, Waffenherstellung, Pferde und Wagen) und führte im Kriegsfall das Ordensheer.
- Großspittler zu Elbing: Leitete das Krankenpflege- und das gesamte Spitalwesen im Machtbereich des Ordens. Im Spätmittelalter wurde es ein repräsentatives Ehrenamt.
- Ordenstressler zu Marienburg: Verwaltete das Finanzwesen.
- Ordenstrappier zu Christburg: Sein Zuständigkeitsbereich für die Beschaffung und Verteilung aller Kleidung (unter den Bedingungen des Mittelalters sehr wichtig). Später reduzierte sich die Bedeutung auf ein bloßes Ehrenamt.

Die deutschsprachigen Bezeichnungen für die Ämter der Großgebietiger stammen ursprünglich aus der Organisationsform des Templerordens.

#### Landmeister
Landmeister war ein hohes Amt und Titel im Deutschen Orden. Der Landmeister war eine Stellung zwischen dem Hochmeister und den Landkomturen der Balleien. Einem Landmeister unterstanden im Reich die Balleien, in Preußen und Livland jeweils die Kommenden. So galt der Landmeister faktisch als Stellvertreter des Hochmeisters. Die Landmeister konnten diese autonome Funktion schon bald erweitern, so dass auch der Hochmeister nicht mehr gegen ihre Intentionen entscheiden konnte. Sie wurden von den regionalen Kapiteln gewählt und vom Hochmeister lediglich bestätigt. In der Mitte des 15. Jahrhunderts sprach man zu den Zeiten des Niedergangs der Ordensherrschaft in Preußen sogar bereits von den drei Zweigen des Ordens, wobei dem Hochmeister nur noch die gleichgestellte Rolle des Landmeisters von Preußen zukam.
Innerhalb des Ordens gab es zunächst drei, später nur noch zwei Landmeister. Für Deutschland und Italien fungierte der Deutschmeister sowie ein Landmeister in Livland. Das Amt des Landmeisters von Preußen wurde 1309 infolge der Verlegung des Hauptsitzes nach Preußen durch den Hochmeister aufgelöst. Der letzte in Elbing residierende Landmeister von Preußen war Heinrich von Plötzke. Nach der Reformation und der Auflösung des Hochmeisteramtes in Preußen wurde der Deutschmeister zugleich Administrator des Hochmeistertums und seine Kompetenzen auf Preußen erweitert, was sich in der Praxis nur als formeller Akt erwies.
Der bedeutendste Landmeister in Livland war Wolter von Plettenberg. Er blieb, wie seine Nachfolger bis 1561, katholisch. Aber unter ihm setzte sich in Livland unter Deutschbalten, Esten und Letten die Reformation durch. Der evangelische Glaube blieb bis heute in den Staaten Estland und Lettland erhalten. Mitte des 16. Jahrhunderts ging auch Livland verloren.
So fand das Amt eines Landmeisters in der Folge faktisch sein Ende, da der verbliebene Landmeister als Hoch- und Deutschmeister die Funktionen des Hochmeisteramtes ausfüllte.
|                                                                |                                                                |                                                                |                                                                | Hochmeister                                                    | Hochmeister                                                    | Hochmeister | Hochmeister | Hochmeister                                                                   | Hochmeister                                                                   |                                                                               |                                                                               |                                                                               |                                                                               |  |  | Generalkapitel                                                                           | Generalkapitel                                                                           | Generalkapitel                                                                           | Generalkapitel                                                                           | Generalkapitel                                                                           | Generalkapitel                                                                           |
|                                                                |                                                                |                                                                |                                                                | Hochmeister                                                    | Hochmeister                                                    | Hochmeister | Hochmeister | Hochmeister                                                                   | Hochmeister                                                                   |                                                                               |                                                                               |                                                                               |                                                                               |  |  | Generalkapitel                                                                           | Generalkapitel                                                                           | Generalkapitel                                                                           | Generalkapitel                                                                           | Generalkapitel                                                                           | Generalkapitel                                                                           |
|                                                                |                                                                |                                                                |                                                                |                                                                |                                                                |             |             |                                                                               |                                                                               |                                                                               |                                                                               |                                                                               |                                                                               |  |  |                                                                                          |                                                                                          |                                                                                          |                                                                                          |                                                                                          |                                                                                          |
|                                                                |                                                                |                                                                |                                                                |                                                                |                                                                |             |             |                                                                               |                                                                               |                                                                               |                                                                               |                                                                               |                                                                               |  |  |                                                                                          |                                                                                          |                                                                                          |                                                                                          |                                                                                          |                                                                                          |
| Deutschmeister (Magister Germaniae) - Liste der Deutschmeister | Deutschmeister (Magister Germaniae) - Liste der Deutschmeister | Deutschmeister (Magister Germaniae) - Liste der Deutschmeister | Deutschmeister (Magister Germaniae) - Liste der Deutschmeister | Deutschmeister (Magister Germaniae) - Liste der Deutschmeister | Deutschmeister (Magister Germaniae) - Liste der Deutschmeister |             |             | Landmeister in Livland (Magister Livoniae) - Liste der Landmeister in Livland | Landmeister in Livland (Magister Livoniae) - Liste der Landmeister in Livland | Landmeister in Livland (Magister Livoniae) - Liste der Landmeister in Livland | Landmeister in Livland (Magister Livoniae) - Liste der Landmeister in Livland | Landmeister in Livland (Magister Livoniae) - Liste der Landmeister in Livland | Landmeister in Livland (Magister Livoniae) - Liste der Landmeister in Livland |  |  | Landmeister von Preußen (Magister Prusciae bis 1309) - Liste der Landmeister von Preußen | Landmeister von Preußen (Magister Prusciae bis 1309) - Liste der Landmeister von Preußen | Landmeister von Preußen (Magister Prusciae bis 1309) - Liste der Landmeister von Preußen | Landmeister von Preußen (Magister Prusciae bis 1309) - Liste der Landmeister von Preußen | Landmeister von Preußen (Magister Prusciae bis 1309) - Liste der Landmeister von Preußen | Landmeister von Preußen (Magister Prusciae bis 1309) - Liste der Landmeister von Preußen |

 Quellen:

#### Landkomtur
Der Landkomtur war der Leiter einer Ballei. In einer Ballei waren verschiedene Kommenden zusammengefasst. Einige der deutschen Balleien hatten den Rang von Reichsständen und rangierten in der Matrikel des Reiches in der Gruppe der Prälaten. Mit der Umwandlung des Ordens in einen Klerikerorden gingen die Balleien des Ordens in den Provinzen / Prioraten des heutigen klerikalen Deutschen Orden auf, deren Provinzial sich Prior nennt.
In seiner Amtsführung wurde der Landkomtur unterstützt von einem Ratsgebietiger. Das war ein Ritterbruder, der aus dem Kreis der Ritterbrüder einer Ballei gewählt wurde. Der Ratsgebietiger hatte ein Mitspracherecht bei Ordensaufnahmen, Versetzungen und der Vergabe von Kommenden.

#### Komtur
Der Komtur war der Leiter einer Niederlassung des Ordens, einer Kommende. Er übte alle Verwaltungsbefugnisse aus und beaufsichtigte die seiner Deutschordenskommende unterstellten Vogteien und Zehnthöfe. Eine Kontrolle war durch sogenannten Ämterwandel, bei dem bei turnusgemäßer Aufgabe des Amtes eine Generalinventur erfolgte, sowie durch Visitationen gegeben. Bis in das 19. Jahrhundert hinein hießen die Ordenskonvente des Ordens Kommenden. In diesen Verwaltungseinheiten lebten sowohl Ritterbrüder wie auch Priesterbrüder. Unter Leitung des Komturs formte sich in den Kommenden ein klösterliches Leben mit Chorgebet. Erst nach der Reformation löste sich im Deutschen Orden das gemeinschaftliche Leben auf und die Kommenden wurden zu reinen Einkommensquellen der Ritterbrüder des Ordens, welche für gewöhnlich im Militärdienst eines Landesherren standen.
Die Größe der Kommenden war sehr unterschiedlich. Im Gegensatz zu den Kommenden in Preußen waren die im Deutschen Reich kleiner und bestanden schon im 13. Jahrhundert nur aus einem Komtur, zwei bis sechs Konventualen und einem Priester. Mit der Umwandlung des Ordens in einen Klerikerorden wurden die Kommenden in Konvente gewandelt, deren Leiter nun Superior, der lateinischen Form von „Oberer“, und nicht mehr Komtur genannt wird.

#### Weitere Ämter

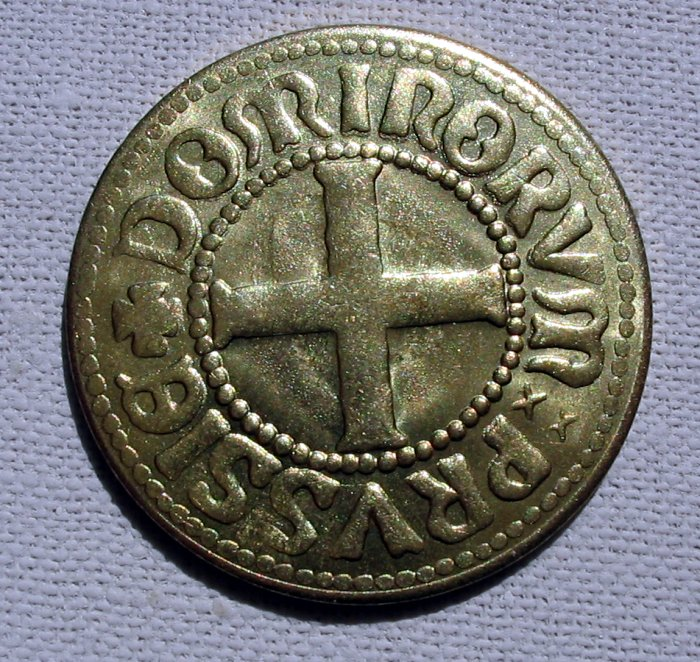
Imitat einer Münze des Deutschen Ordens
(Moneta Dominorum Prussiae)

- Kanzler des Hochmeisters und Kanzler des Deutschmeisters. Der Kanzler verwahrte Schlüssel und Siegel und war Protokollant bei Ordenskapiteln.
- Münzmeister in Thorn. 1246 verlieh Kaiser Friedrich II. dem Orden das Recht zur Prägung eigener Münzen, den so genannten Moneta Dominorum Prussiae – Schillingen.
- Pfundmeister in Danzig. Das Pfundgeld war ein von der Hanse eingeführter Zoll.
- Generalprokurator als Vertreter des Ordens beim Vatikan.
- Großschäffer. Mit besonderen Vollmachten ausgestattete Handelsbeauftragte des Ordens in Preußen mit Sitz in Marienburg und Königsberg
- Ordensmarschall, der für das Kriegswesen des Ordens zuständig war.

Innerhalb einer Kommende konnte es weitere Ämter geben, die jedoch nicht zu allen Zeiten oder in allen Kommenden bestanden:
- Hauskomtur[131]
- Pfleger
- Ratsgebietiger[131]
- Baumeister gab es in den Balleien Elsaß-Burgund und Franken.[131]
- Karwansherr[132][133]
- Schäffer
- Küchenmeister[131]
- Kellermeister[131]
- Überreiter,[131] „so über die einkünfte der landgüter bestellt“[134]
- Trappierer[131]

### Verwaltungsstruktur in der Mitte des 14. Jahrhunderts
|                                 |                                 |                                     |                                     |                                        |                                        |                                        |                                        |                                        |                                        |                                      |                                      | Generalkapitel                       |                                      |               |               |                                     |                                     |                                     |                                     |                                     |                                     |                                            |                                            |                                            |                                            |                                            |                                            |                                      |                                      |                  |                  |                                     |                                     |                                     |                                     |                                     |                                     |              |              |              |              |  |  |  |  |  |  |  |  |  |  |  |  |  |  |  |  |  |  |  |  |  |  |  |  |  |  |  |  |  |  |
|                                 |                                 |                                     |                                     |                                        |                                        |                                        |                                        |                                        |                                        |                                      |                                      |                                      |                                      |               |               |                                     |                                     |                                     |                                     |                                     |                                     |                                            |                                            |                                            |                                            |                                            |                                            |                                      |                                      |                  |                  |                                     |                                     |                                     |                                     |                                     |                                     |              |              |              |              |  |  |  |  |  |  |  |  |  |  |  |  |  |  |  |  |  |  |  |  |  |  |  |  |  |  |  |  |  |  |
|                                 |                                 |                                     |                                     | Ratsgebietiger (Hochmeisterlicher Rat) | Ratsgebietiger (Hochmeisterlicher Rat) | Ratsgebietiger (Hochmeisterlicher Rat) | Ratsgebietiger (Hochmeisterlicher Rat) | Ratsgebietiger (Hochmeisterlicher Rat) | Ratsgebietiger (Hochmeisterlicher Rat) |                                      |                                      | Hochmeister                          | Hochmeister                          | Hochmeister   | Hochmeister   | Hochmeister                         | Hochmeister                         |                                     |                                     | Kanzlei des Hochmeisters            | Kanzlei des Hochmeisters            | Kanzlei des Hochmeisters                   | Kanzlei des Hochmeisters                   | Kanzlei des Hochmeisters                   | Kanzlei des Hochmeisters                   |                                            |                                            |                                      |                                      |                  |                  |                                     |                                     |                                     |                                     |                                     |                                     |              |              |              |              |  |  |  |  |  |  |  |  |  |  |  |  |  |  |  |  |  |  |  |  |  |  |  |  |  |  |  |  |  |  |
|                                 |                                 |                                     |                                     | Ratsgebietiger (Hochmeisterlicher Rat) | Ratsgebietiger (Hochmeisterlicher Rat) | Ratsgebietiger (Hochmeisterlicher Rat) | Ratsgebietiger (Hochmeisterlicher Rat) | Ratsgebietiger (Hochmeisterlicher Rat) | Ratsgebietiger (Hochmeisterlicher Rat) |                                      |                                      | Hochmeister                          | Hochmeister                          | Hochmeister   | Hochmeister   | Hochmeister                         | Hochmeister                         |                                     |                                     | Kanzlei des Hochmeisters            | Kanzlei des Hochmeisters            | Kanzlei des Hochmeisters                   | Kanzlei des Hochmeisters                   | Kanzlei des Hochmeisters                   | Kanzlei des Hochmeisters                   |                                            |                                            |                                      |                                      |                  |                  |                                     |                                     |                                     |                                     |                                     |                                     |              |              |              |              |  |  |  |  |  |  |  |  |  |  |  |  |  |  |  |  |  |  |  |  |  |  |  |  |  |  |  |  |  |  |
|                                 |                                 |                                     |                                     |                                        |                                        |                                        |                                        |                                        |                                        |                                      |                                      |                                      |                                      |               |               |                                     |                                     |                                     |                                     |                                     |                                     |                                            |                                            |                                            |                                            |                                            |                                            |                                      |                                      |                  |                  |                                     |                                     |                                     |                                     |                                     |                                     |              |              |              |              |  |  |  |  |  |  |  |  |  |  |  |  |  |  |  |  |  |  |  |  |  |  |  |  |  |  |  |  |  |  |
|                                 |                                 |                                     |                                     |                                        |                                        |                                        |                                        |                                        |                                        |                                      |                                      |                                      |                                      |               |               |                                     |                                     |                                     |                                     |                                     |                                     |                                            |                                            |                                            |                                            |                                            |                                            |                                      |                                      |                  |                  |                                     |                                     |                                     |                                     |                                     |                                     |              |              |              |              |  |  |  |  |  |  |  |  |  |  |  |  |  |  |  |  |  |  |  |  |  |  |  |  |  |  |  |  |  |  |
| Großkomtur (Magnus Commendator) | Großkomtur (Magnus Commendator) | Großkomtur (Magnus Commendator)     | Großkomtur (Magnus Commendator)     | Großkomtur (Magnus Commendator)        | Großkomtur (Magnus Commendator)        |                                        |                                        | Ordensmarschall (Summus Marescalcus)   | Ordensmarschall (Summus Marescalcus)   | Ordensmarschall (Summus Marescalcus) | Ordensmarschall (Summus Marescalcus) | Ordensmarschall (Summus Marescalcus) | Ordensmarschall (Summus Marescalcus) |               |               | Großspittler (Summus Hospitalarius) | Großspittler (Summus Hospitalarius) | Großspittler (Summus Hospitalarius) | Großspittler (Summus Hospitalarius) | Großspittler (Summus Hospitalarius) | Großspittler (Summus Hospitalarius) |                                            |                                            | Ordenstressler (Summus Thesaurarius)       | Ordenstressler (Summus Thesaurarius)       | Ordenstressler (Summus Thesaurarius)       | Ordenstressler (Summus Thesaurarius)       | Ordenstressler (Summus Thesaurarius) | Ordenstressler (Summus Thesaurarius) |                  |                  | Ordenstrappier (Summus Trappearius) | Ordenstrappier (Summus Trappearius) | Ordenstrappier (Summus Trappearius) | Ordenstrappier (Summus Trappearius) | Ordenstrappier (Summus Trappearius) | Ordenstrappier (Summus Trappearius) |              |              |              |              |  |  |  |  |  |  |  |  |  |  |  |  |  |  |  |  |  |  |  |  |  |  |  |  |  |  |  |  |  |  |
| Großkomtur (Magnus Commendator) | Großkomtur (Magnus Commendator) | Großkomtur (Magnus Commendator)     | Großkomtur (Magnus Commendator)     | Großkomtur (Magnus Commendator)        | Großkomtur (Magnus Commendator)        |                                        |                                        | Ordensmarschall (Summus Marescalcus)   | Ordensmarschall (Summus Marescalcus)   | Ordensmarschall (Summus Marescalcus) | Ordensmarschall (Summus Marescalcus) | Ordensmarschall (Summus Marescalcus) | Ordensmarschall (Summus Marescalcus) |               |               | Großspittler (Summus Hospitalarius) | Großspittler (Summus Hospitalarius) | Großspittler (Summus Hospitalarius) | Großspittler (Summus Hospitalarius) | Großspittler (Summus Hospitalarius) | Großspittler (Summus Hospitalarius) |                                            |                                            | Ordenstressler (Summus Thesaurarius)       | Ordenstressler (Summus Thesaurarius)       | Ordenstressler (Summus Thesaurarius)       | Ordenstressler (Summus Thesaurarius)       | Ordenstressler (Summus Thesaurarius) | Ordenstressler (Summus Thesaurarius) |                  |                  | Ordenstrappier (Summus Trappearius) | Ordenstrappier (Summus Trappearius) | Ordenstrappier (Summus Trappearius) | Ordenstrappier (Summus Trappearius) | Ordenstrappier (Summus Trappearius) | Ordenstrappier (Summus Trappearius) |              |              |              |              |  |  |  |  |  |  |  |  |  |  |  |  |  |  |  |  |  |  |  |  |  |  |  |  |  |  |  |  |  |  |
|                                 |                                 |                                     |                                     |                                        |                                        |                                        |                                        |                                        |                                        |                                      |                                      |                                      |                                      |               |               |                                     |                                     |                                     |                                     |                                     |                                     |                                            |                                            |                                            |                                            |                                            |                                            |                                      |                                      |                  |                  |                                     |                                     |                                     |                                     |                                     |                                     |              |              |              |              |  |  |  |  |  |  |  |  |  |  |  |  |  |  |  |  |  |  |  |  |  |  |  |  |  |  |  |  |  |  |
|                                 |                                 |                                     |                                     |                                        |                                        |                                        |                                        |                                        |                                        |                                      |                                      |                                      |                                      |               |               |                                     |                                     |                                     |                                     |                                     |                                     |                                            |                                            |                                            |                                            |                                            |                                            |                                      |                                      |                  |                  |                                     |                                     |                                     |                                     |                                     |                                     |              |              |              |              |  |  |  |  |  |  |  |  |  |  |  |  |  |  |  |  |  |  |  |  |  |  |  |  |  |  |  |  |  |  |
|                                 |                                 |                                     |                                     |                                        |                                        |                                        |                                        |                                        |                                        |                                      |                                      |                                      |                                      |               |               |                                     |                                     |                                     |                                     |                                     |                                     |                                            |                                            |                                            |                                            |                                            |                                            |                                      |                                      |                  |                  |                                     |                                     |                                     |                                     |                                     |                                     |              |              |              |              |  |  |  |  |  |  |  |  |  |  |  |  |  |  |  |  |  |  |  |  |  |  |  |  |  |  |  |  |  |  |
|                                 |                                 |                                     |                                     |                                        |                                        |                                        |                                        | Großschäffer (Marienburg)              | Großschäffer (Marienburg)              | Großschäffer (Marienburg)            | Großschäffer (Marienburg)            | Großschäffer (Marienburg)            | Großschäffer (Marienburg)            |               |               | Großschäffer (Königsberg)           | Großschäffer (Königsberg)           | Großschäffer (Königsberg)           | Großschäffer (Königsberg)           | Großschäffer (Königsberg)           | Großschäffer (Königsberg)           |                                            |                                            |                                            |                                            |                                            |                                            |                                      |                                      |                  |                  |                                     |                                     |                                     |                                     |                                     |                                     |              |              |              |              |  |  |  |  |  |  |  |  |  |  |  |  |  |  |  |  |  |  |  |  |  |  |  |  |  |  |  |  |  |  |
|                                 |                                 |                                     |                                     |                                        |                                        |                                        |                                        | Großschäffer (Marienburg)              | Großschäffer (Marienburg)              | Großschäffer (Marienburg)            | Großschäffer (Marienburg)            | Großschäffer (Marienburg)            | Großschäffer (Marienburg)            |               |               | Großschäffer (Königsberg)           | Großschäffer (Königsberg)           | Großschäffer (Königsberg)           | Großschäffer (Königsberg)           | Großschäffer (Königsberg)           | Großschäffer (Königsberg)           |                                            |                                            |                                            |                                            |                                            |                                            |                                      |                                      |                  |                  |                                     |                                     |                                     |                                     |                                     |                                     |              |              |              |              |  |  |  |  |  |  |  |  |  |  |  |  |  |  |  |  |  |  |  |  |  |  |  |  |  |  |  |  |  |  |
|                                 |                                 |                                     |                                     |                                        |                                        |                                        |                                        |                                        |                                        |                                      |                                      |                                      |                                      |               |               |                                     |                                     |                                     |                                     |                                     |                                     |                                            |                                            |                                            |                                            |                                            |                                            |                                      |                                      |                  |                  |                                     |                                     |                                     |                                     |                                     |                                     |              |              |              |              |  |  |  |  |  |  |  |  |  |  |  |  |  |  |  |  |  |  |  |  |  |  |  |  |  |  |  |  |  |  |
|                                 |                                 |                                     |                                     |                                        |                                        |                                        |                                        |                                        |                                        |                                      |                                      |                                      |                                      |               |               |                                     |                                     |                                     |                                     |                                     |                                     |                                            |                                            |                                            |                                            |                                            |                                            |                                      |                                      |                  |                  |                                     |                                     |                                     |                                     |                                     |                                     |              |              |              |              |  |  |  |  |  |  |  |  |  |  |  |  |  |  |  |  |  |  |  |  |  |  |  |  |  |  |  |  |  |  |
|                                 |                                 |                                     |                                     |                                        |                                        |                                        |                                        | Komtur (Preußen)                       | Komtur (Preußen)                       | Komtur (Preußen)                     | Komtur (Preußen)                     | Komtur (Preußen)                     | Komtur (Preußen)                     |               |               | Komtur (Preußen)                    | Komtur (Preußen)                    | Komtur (Preußen)                    | Komtur (Preußen)                    | Komtur (Preußen)                    | Komtur (Preußen)                    |                                            |                                            |                                            |                                            |                                            |                                            |                                      |                                      |                  |                  |                                     |                                     |                                     |                                     |                                     |                                     |              |              |              |              |  |  |  |  |  |  |  |  |  |  |  |  |  |  |  |  |  |  |  |  |  |  |  |  |  |  |  |  |  |  |
|                                 |                                 |                                     |                                     |                                        |                                        |                                        |                                        | Komtur (Preußen)                       | Komtur (Preußen)                       | Komtur (Preußen)                     | Komtur (Preußen)                     | Komtur (Preußen)                     | Komtur (Preußen)                     |               |               | Komtur (Preußen)                    | Komtur (Preußen)                    | Komtur (Preußen)                    | Komtur (Preußen)                    | Komtur (Preußen)                    | Komtur (Preußen)                    |                                            |                                            |                                            |                                            |                                            |                                            |                                      |                                      |                  |                  |                                     |                                     |                                     |                                     |                                     |                                     |              |              |              |              |  |  |  |  |  |  |  |  |  |  |  |  |  |  |  |  |  |  |  |  |  |  |  |  |  |  |  |  |  |  |
|                                 |                                 | Deutschmeister (Magister Germaniae) | Deutschmeister (Magister Germaniae) | Deutschmeister (Magister Germaniae)    | Deutschmeister (Magister Germaniae)    | Deutschmeister (Magister Germaniae)    | Deutschmeister (Magister Germaniae)    |                                        |                                        |                                      |                                      |                                      |                                      |               |               |                                     |                                     |                                     |                                     |                                     |                                     | Landmeister in Livland (Magister Livoniae) | Landmeister in Livland (Magister Livoniae) | Landmeister in Livland (Magister Livoniae) | Landmeister in Livland (Magister Livoniae) | Landmeister in Livland (Magister Livoniae) | Landmeister in Livland (Magister Livoniae) |                                      |                                      |                  |                  |                                     |                                     |                                     |                                     |                                     |                                     |              |              |              |              |  |  |  |  |  |  |  |  |  |  |  |  |  |  |  |  |  |  |  |  |  |  |  |  |  |  |  |  |  |  |
|                                 |                                 | Deutschmeister (Magister Germaniae) | Deutschmeister (Magister Germaniae) | Deutschmeister (Magister Germaniae)    | Deutschmeister (Magister Germaniae)    | Deutschmeister (Magister Germaniae)    | Deutschmeister (Magister Germaniae)    |                                        |                                        |                                      |                                      |                                      |                                      |               |               |                                     |                                     |                                     |                                     |                                     |                                     | Landmeister in Livland (Magister Livoniae) | Landmeister in Livland (Magister Livoniae) | Landmeister in Livland (Magister Livoniae) | Landmeister in Livland (Magister Livoniae) | Landmeister in Livland (Magister Livoniae) | Landmeister in Livland (Magister Livoniae) |                                      |                                      |                  |                  |                                     |                                     |                                     |                                     |                                     |                                     |              |              |              |              |  |  |  |  |  |  |  |  |  |  |  |  |  |  |  |  |  |  |  |  |  |  |  |  |  |  |  |  |  |  |
|                                 |                                 |                                     |                                     |                                        |                                        |                                        |                                        |                                        |                                        |                                      |                                      |                                      |                                      |               |               |                                     |                                     |                                     |                                     |                                     |                                     |                                            |                                            |                                            |                                            |                                            |                                            |                                      |                                      |                  |                  |                                     |                                     |                                     |                                     |                                     |                                     |              |              |              |              |  |  |  |  |  |  |  |  |  |  |  |  |  |  |  |  |  |  |  |  |  |  |  |  |  |  |  |  |  |  |
|                                 |                                 |                                     |                                     |                                        |                                        |                                        |                                        |                                        |                                        |                                      |                                      |                                      |                                      |               |               |                                     |                                     | Komtur (Livland)                    | Komtur (Livland)                    | Komtur (Livland)                    | Komtur (Livland)                    | Komtur (Livland)                           | Komtur (Livland)                           |                                            |                                            | Komtur (Livland)                           | Komtur (Livland)                           | Komtur (Livland)                     | Komtur (Livland)                     | Komtur (Livland) | Komtur (Livland) |                                     |                                     |                                     |                                     |                                     |                                     |              |              |              |              |  |  |  |  |  |  |  |  |  |  |  |  |  |  |  |  |  |  |  |  |  |  |  |  |  |  |  |  |  |  |
|                                 |                                 |                                     |                                     |                                        |                                        |                                        |                                        |                                        |                                        |                                      |                                      |                                      |                                      |               |               |                                     |                                     | Komtur (Livland)                    | Komtur (Livland)                    | Komtur (Livland)                    | Komtur (Livland)                    | Komtur (Livland)                           | Komtur (Livland)                           |                                            |                                            | Komtur (Livland)                           | Komtur (Livland)                           | Komtur (Livland)                     | Komtur (Livland)                     | Komtur (Livland) | Komtur (Livland) |                                     |                                     |                                     |                                     |                                     |                                     |              |              |              |              |  |  |  |  |  |  |  |  |  |  |  |  |  |  |  |  |  |  |  |  |  |  |  |  |  |  |  |  |  |  |
|                                 |                                 |                                     |                                     |                                        |                                        |                                        |                                        |                                        |                                        |                                      |                                      |                                      |                                      |               |               |                                     |                                     |                                     |                                     |                                     |                                     |                                            |                                            |                                            |                                            |                                            |                                            |                                      |                                      |                  |                  |                                     |                                     |                                     |                                     |                                     |                                     |              |              |              |              |  |  |  |  |  |  |  |  |  |  |  |  |  |  |  |  |  |  |  |  |  |  |  |  |  |  |  |  |  |  |
| Landkomtur                      | Landkomtur                      | Landkomtur                          | Landkomtur                          | Landkomtur                             | Landkomtur                             |                                        |                                        | Landkomtur                             | Landkomtur                             | Landkomtur                           | Landkomtur                           | Landkomtur                           | Landkomtur                           |               |               |                                     |                                     |                                     |                                     |                                     |                                     |                                            |                                            |                                            |                                            |                                            |                                            |                                      |                                      |                  |                  |                                     |                                     |                                     |                                     |                                     |                                     |              |              |              |              |  |  |  |  |  |  |  |  |  |  |  |  |  |  |  |  |  |  |  |  |  |  |  |  |  |  |  |  |  |  |
| Landkomtur                      | Landkomtur                      | Landkomtur                          | Landkomtur                          | Landkomtur                             | Landkomtur                             |                                        |                                        | Landkomtur                             | Landkomtur                             | Landkomtur                           | Landkomtur                           | Landkomtur                           | Landkomtur                           |               |               |                                     |                                     |                                     |                                     |                                     |                                     |                                            |                                            |                                            |                                            |                                            |                                            |                                      |                                      |                  |                  |                                     |                                     |                                     |                                     |                                     |                                     |              |              |              |              |  |  |  |  |  |  |  |  |  |  |  |  |  |  |  |  |  |  |  |  |  |  |  |  |  |  |  |  |  |  |
|                                 |                                 |                                     |                                     |                                        |                                        |                                        |                                        |                                        |                                        |                                      |                                      |                                      |                                      |               |               |                                     |                                     |                                     |                                     |                                     |                                     |                                            |                                            |                                            |                                            |                                            |                                            |                                      |                                      |                  |                  |                                     |                                     |                                     |                                     |                                     |                                     |              |              |              |              |  |  |  |  |  |  |  |  |  |  |  |  |  |  |  |  |  |  |  |  |  |  |  |  |  |  |  |  |  |  |
| Komtur (im Reich)               | Komtur (im Reich)               | Komtur (im Reich)                   | Komtur (im Reich)                   | Komtur (im Reich)                      | Komtur (im Reich)                      |                                        |                                        | Komtur (im Reich)                      | Komtur (im Reich)                      | Komtur (im Reich)                    | Komtur (im Reich)                    | Komtur (im Reich)                    | Komtur (im Reich)                    |               |               |                                     |                                     |                                     |                                     |                                     |                                     |                                            |                                            |                                            |                                            |                                            |                                            |                                      |                                      |                  |                  |                                     |                                     |                                     |                                     |                                     |                                     |              |              |              |              |  |  |  |  |  |  |  |  |  |  |  |  |  |  |  |  |  |  |  |  |  |  |  |  |  |  |  |  |  |  |
| Komtur (im Reich)               | Komtur (im Reich)               | Komtur (im Reich)                   | Komtur (im Reich)                   | Komtur (im Reich)                      | Komtur (im Reich)                      |                                        |                                        | Komtur (im Reich)                      | Komtur (im Reich)                      | Komtur (im Reich)                    | Komtur (im Reich)                    | Komtur (im Reich)                    | Komtur (im Reich)                    |               |               |                                     |                                     |                                     |                                     |                                     |                                     |                                            |                                            |                                            |                                            |                                            |                                            |                                      |                                      |                  |                  |                                     |                                     |                                     |                                     |                                     |                                     |              |              |              |              |  |  |  |  |  |  |  |  |  |  |  |  |  |  |  |  |  |  |  |  |  |  |  |  |  |  |  |  |  |  |
|                                 |                                 |                                     |                                     |                                        |                                        |                                        |                                        |                                        |                                        |                                      |                                      |                                      |                                      |               |               |                                     |                                     |                                     |                                     |                                     |                                     |                                            |                                            |                                            |                                            |                                            |                                            |                                      |                                      |                  |                  |                                     |                                     |                                     |                                     |                                     |                                     |              |              |              |              |  |  |  |  |  |  |  |  |  |  |  |  |  |  |  |  |  |  |  |  |  |  |  |  |  |  |  |  |  |  |
| Hauskomtur                      | Hauskomtur                      | Hauskomtur                          | Hauskomtur                          | Hauskomtur                             | Hauskomtur                             |                                        |                                        | Pfleger                                | Pfleger                                | Pfleger                              | Pfleger                              | Pfleger                              | Pfleger                              |               |               | Vogt                                | Vogt                                | Vogt                                | Vogt                                | Vogt                                | Vogt                                |                                            |                                            |                                            |                                            |                                            |                                            |                                      |                                      |                  |                  |                                     |                                     |                                     |                                     |                                     |                                     |              |              |              |              |  |  |  |  |  |  |  |  |  |  |  |  |  |  |  |  |  |  |  |  |  |  |  |  |  |  |  |  |  |  |
| Hauskomtur                      | Hauskomtur                      | Hauskomtur                          | Hauskomtur                          | Hauskomtur                             | Hauskomtur                             |                                        |                                        | Pfleger                                | Pfleger                                | Pfleger                              | Pfleger                              | Pfleger                              | Pfleger                              |               |               | Vogt                                | Vogt                                | Vogt                                | Vogt                                | Vogt                                | Vogt                                |                                            |                                            |                                            |                                            |                                            |                                            |                                      |                                      |                  |                  |                                     |                                     |                                     |                                     |                                     |                                     |              |              |              |              |  |  |  |  |  |  |  |  |  |  |  |  |  |  |  |  |  |  |  |  |  |  |  |  |  |  |  |  |  |  |
|                                 |                                 |                                     |                                     |                                        |                                        |                                        |                                        |                                        |                                        |                                      |                                      |                                      |                                      |               |               |                                     |                                     |                                     |                                     |                                     |                                     |                                            |                                            |                                            |                                            |                                            |                                            |                                      |                                      |                  |                  |                                     |                                     |                                     |                                     |                                     |                                     |              |              |              |              |  |  |  |  |  |  |  |  |  |  |  |  |  |  |  |  |  |  |  |  |  |  |  |  |  |  |  |  |  |  |
| Karwansherr                     | Karwansherr                     | Karwansherr                         | Karwansherr                         | Karwansherr                            | Karwansherr                            | Trappierer                             | Trappierer                             | Trappierer                             | Trappierer                             | Trappierer                           | Trappierer                           | Kellermeister                        | Kellermeister                        | Kellermeister | Kellermeister | Kellermeister                       | Kellermeister                       | Küchenmeister                       | Küchenmeister                       | Küchenmeister                       | Küchenmeister                       | Küchenmeister                              | Küchenmeister                              | Wachhauptmann                              | Wachhauptmann                              | Wachhauptmann                              | Wachhauptmann                              | Wachhauptmann                        | Wachhauptmann                        | Gesindemeister   | Gesindemeister   | Gesindemeister                      | Gesindemeister                      | Gesindemeister                      | Gesindemeister                      | Fischmeister                        | Fischmeister                        | Fischmeister | Fischmeister | Fischmeister | Fischmeister |  |  |  |  |  |  |  |  |  |  |  |  |  |  |  |  |  |  |  |  |  |  |  |  |  |  |  |  |  |  |

 Quellen:

## Hauptsitze und Archive des Ordens

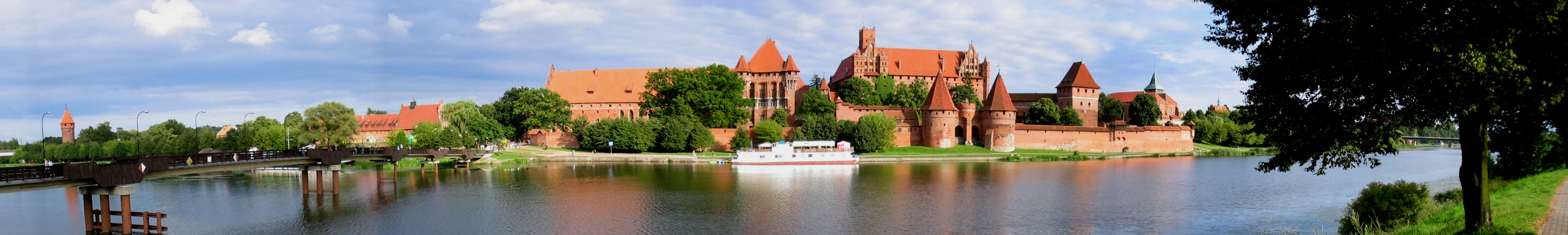
Ordensburg Marienburg

Der ursprüngliche Sitz des Hochmeisters und damit zugleich des Ordens war dessen Spital in Akkon. 1220 erwarb der Orden die Burg Montfort, die nach ihrem Wiederaufbau Sitz des Hochmeisters wurde. 1271 wurde die Burg von den Mamluken erobert, der Hochmeister kehrte nach Akkon zurück. Nach dem Fall Akkons im Jahr 1291 wurde unter dem Hochmeister Konrad von Feuchtwangen zunächst Venedig Hauptsitz, ab 1309 dann unter dem Hochmeister Siegfried von Feuchtwangen die Marienburg.
Nach deren Verlust wurde im Jahr 1457 Königsberg Hauptsitz des Ordens. Ab 1525/27 war zumeist Mergentheim offizieller Amtssitz des Hoch- und Deutschmeisters. Nachdem der Orden durch die Bestimmungen des Friedens von Pressburg seine Souveränität verloren hatte, befand sich die zentrale Residenz des Ordens von 1805 bis 1923 in Wien.
Der damalige Koadjutor und spätere Hochmeister Norbert Johann Klein verlegte 1923 den Sitz nach Freudenthal. Seit 1948 ist der Sitz des Hochmeisters wieder in Wien. Das Deutschordenshaus in Wien, hinter dem Stephansdom gelegen, ist zugleich Sitz des Deutsch-Ordens-Zentralarchivs und der für die Öffentlichkeit zugänglichen Schatzkammer des Deutschen Ordens.
Die vollständig erhaltenen Urkunden des Preußischen Staatsarchivs Königsberg aus der Zeit des Ordensstaates befinden sich im Geheimen Staatsarchiv Preußischer Kulturbesitz. Die Urkunden aus Mergentheim sind im Staatsarchiv Ludwigsburg. Weitere Akten befinden sich im Landesarchiv Nordrhein-Westfalen und im Staatsarchiv Nürnberg. Das Land Baden-Württemberg und die Stadt Bad Mergentheim sind die Träger des Deutschordensmuseums in Bad Mergentheim.
Am 4. Juli 2014 wurde in Würzburg die Forschungsstelle Deutscher Orden eingerichtet.

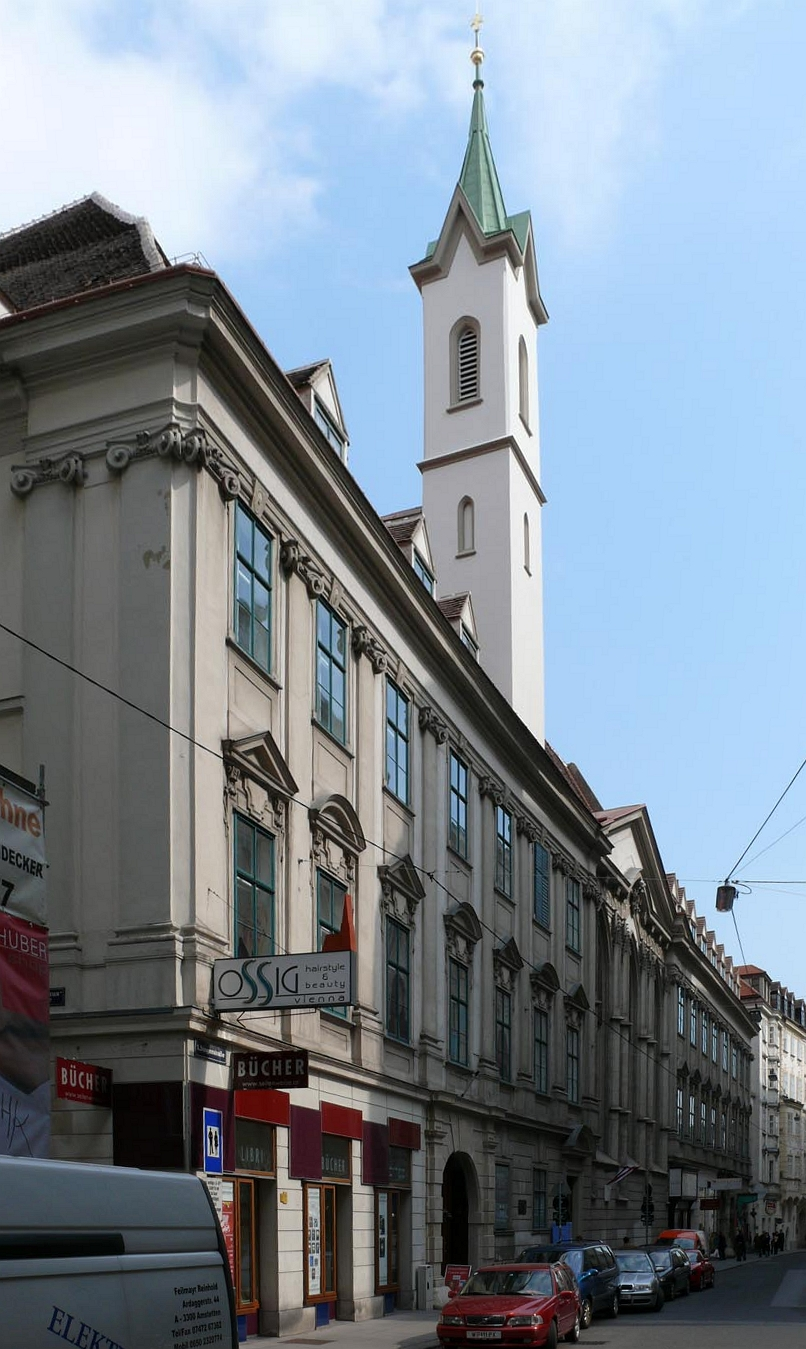
Wien
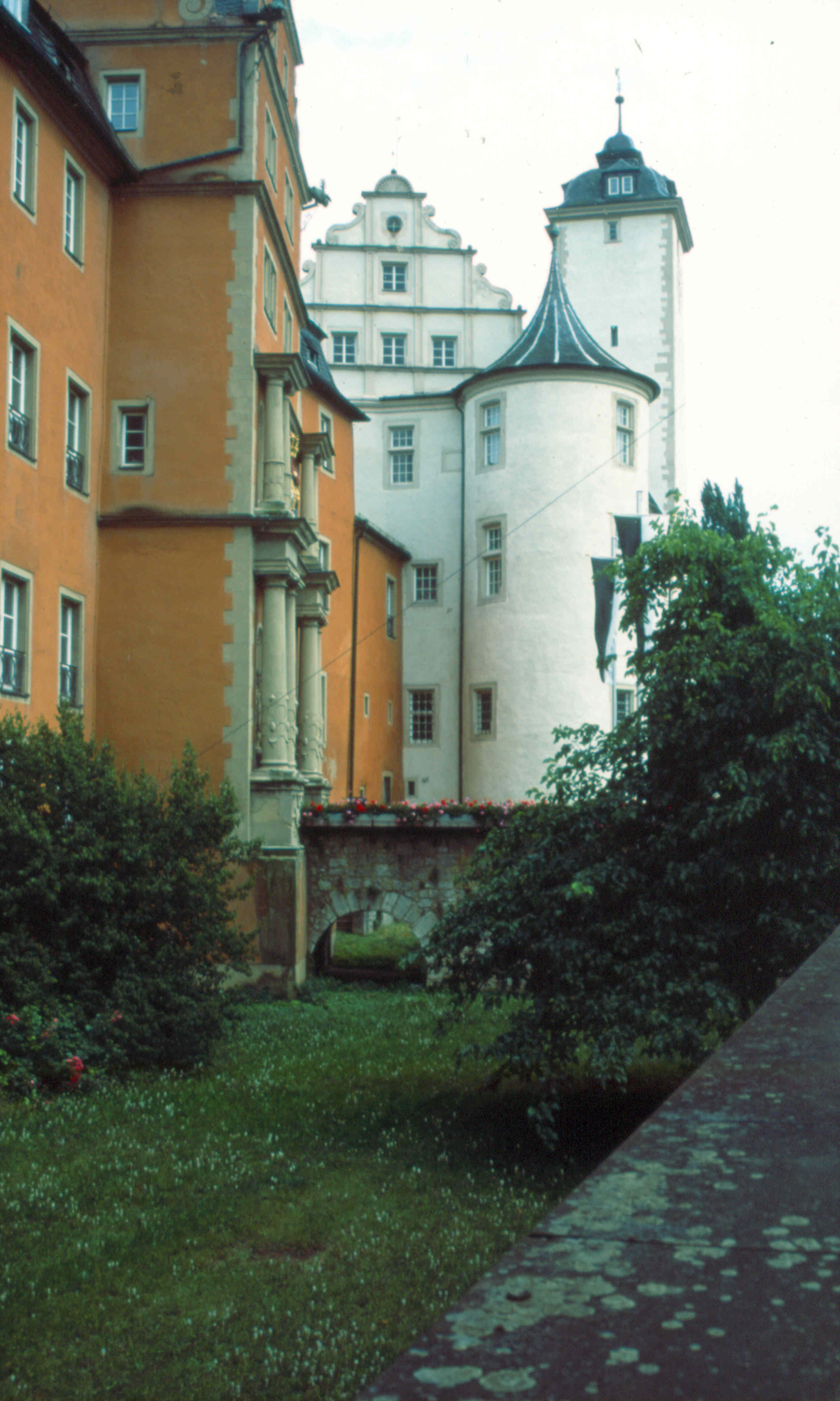
Bad Mergentheim

### Deutsch-polnische Kontroversen

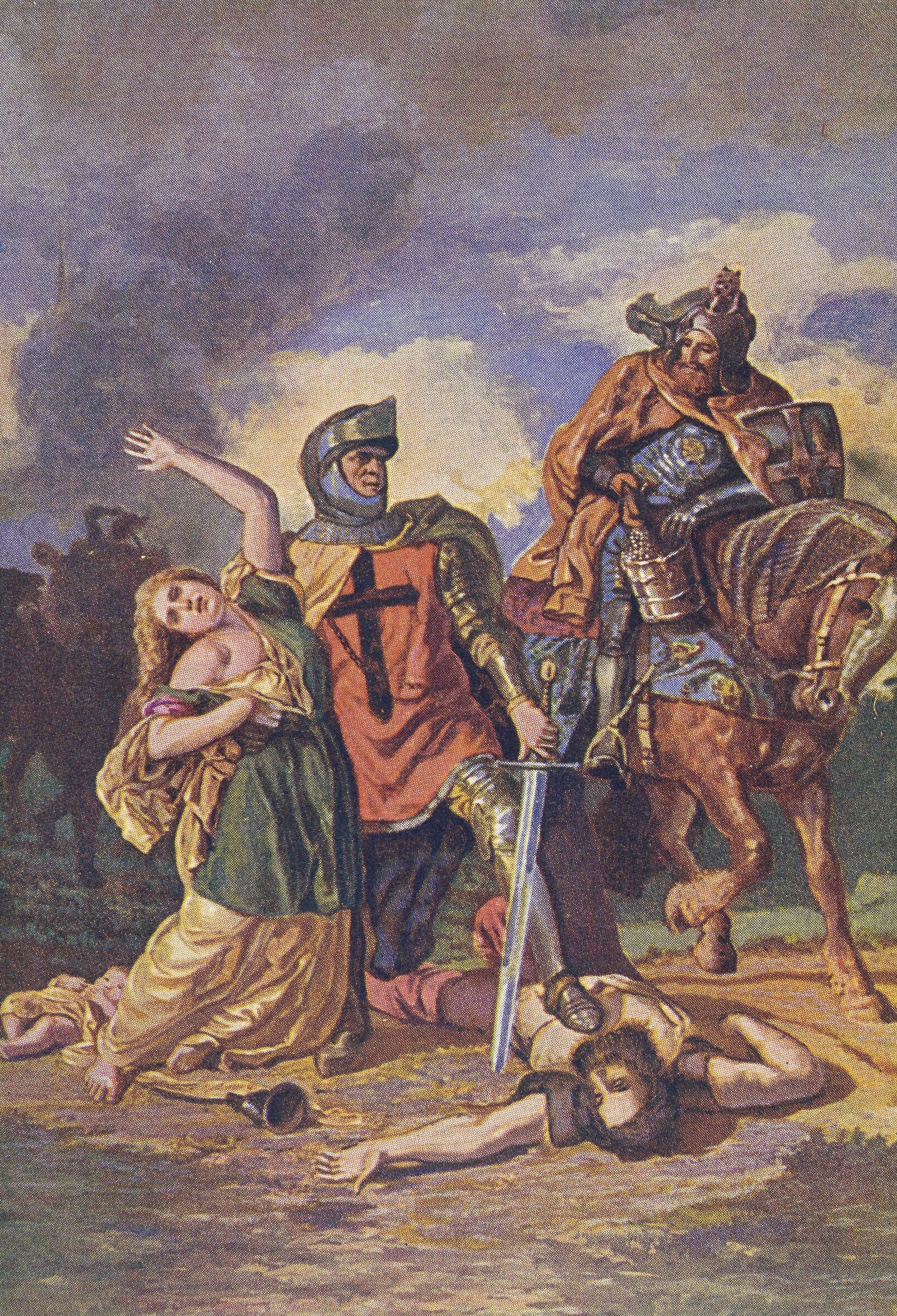
In polnischen Darstellungen des 19. Jahrhunderts wurden die Ordensritter als mordlustig und grausam dargestellt. Historiengemälde von Wojciech Gerson (1875)

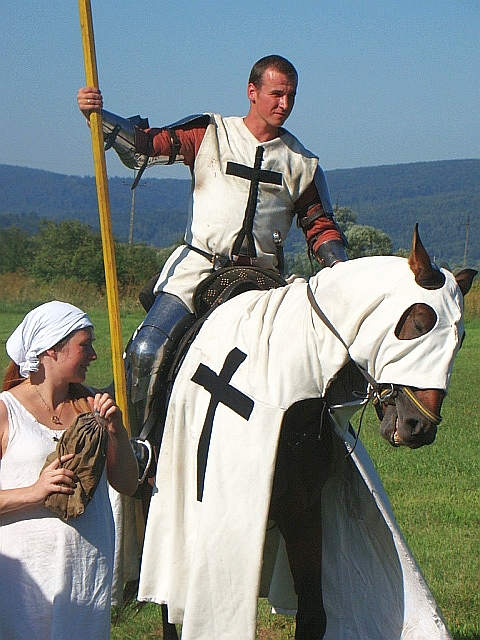
Polnische Experimentalgruppe mit Darstellung eines Deutschordensritters bei einer Reenactement-Veranstaltung, Sanok-Mrzygłód, 2010

### Der russische Blick

Russischer Krieger besiegt einen Deutschordensritter; Kupferrelief aus Leningrad, um 1980

### Preußische und deutsche Perspektiven

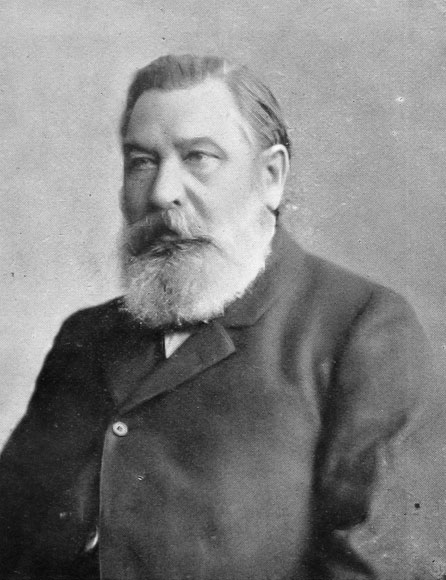
Heinrich von Treitschke

#### Weimarer Republik

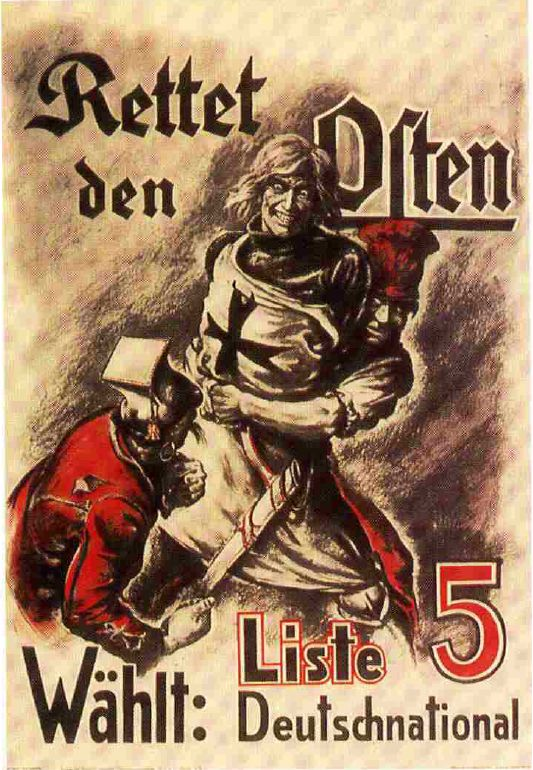
Wahlplakat (1920)

#### Zeit des Nationalsozialismus

Die Gestaltung des Mutterkreuzes in Gold lehnte sich stark an das Ordenskreuz an

### Verwendung des Ordenswappens

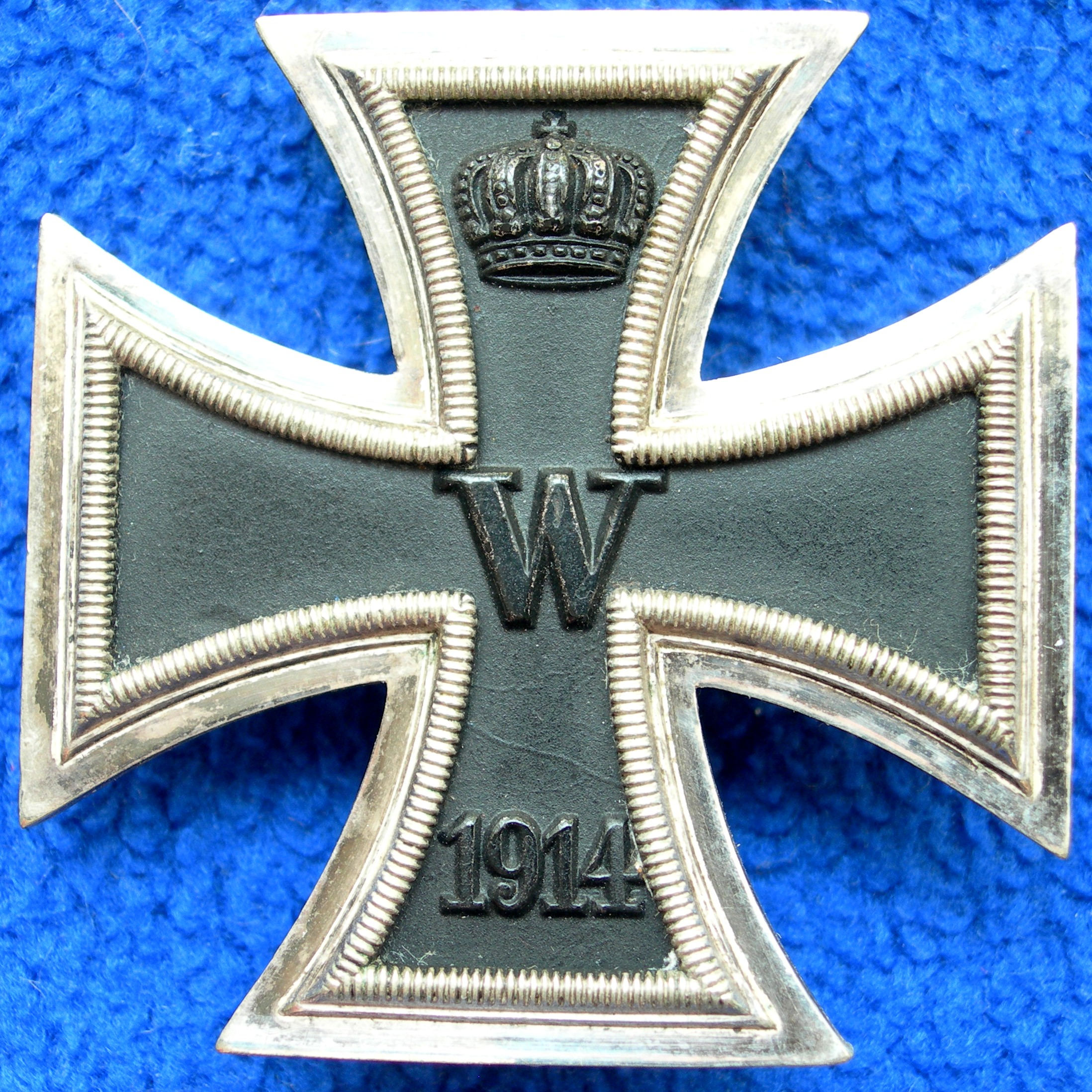
Eisernes Kreuz 1. Klasse (EK I) 1914
Balkenkreuz
Das Tatzenkreuz, Hoheitszeichen der Bundeswehr
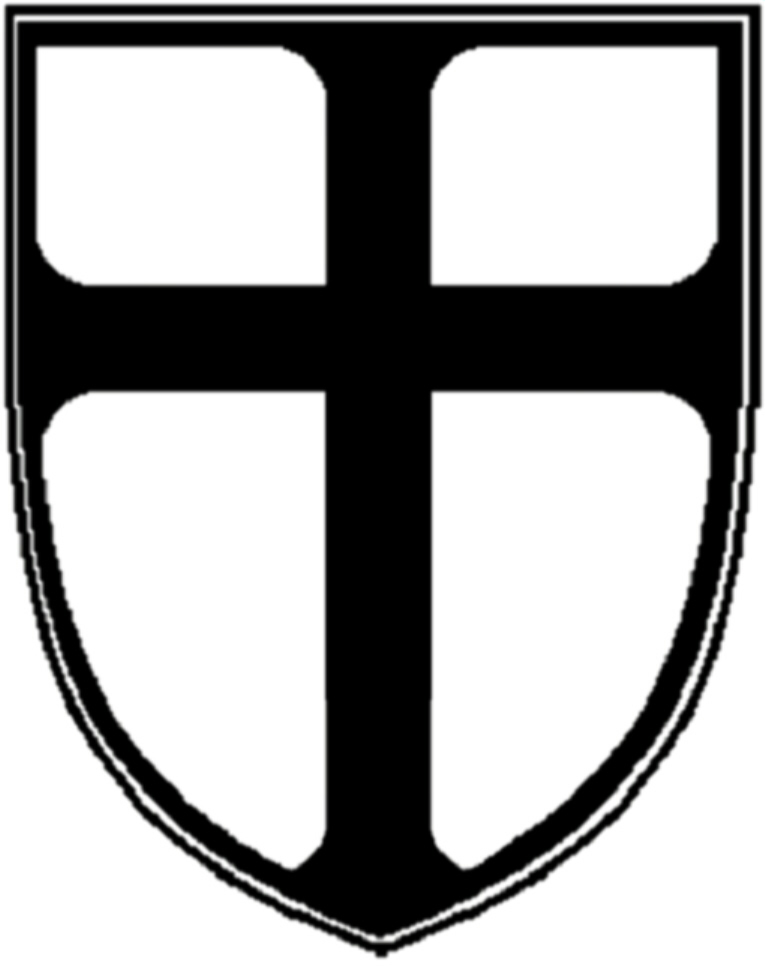
Wappen 7. Schnellbootgeschwader der Deutschen Marine
Wappen der Marineschule Mürwik
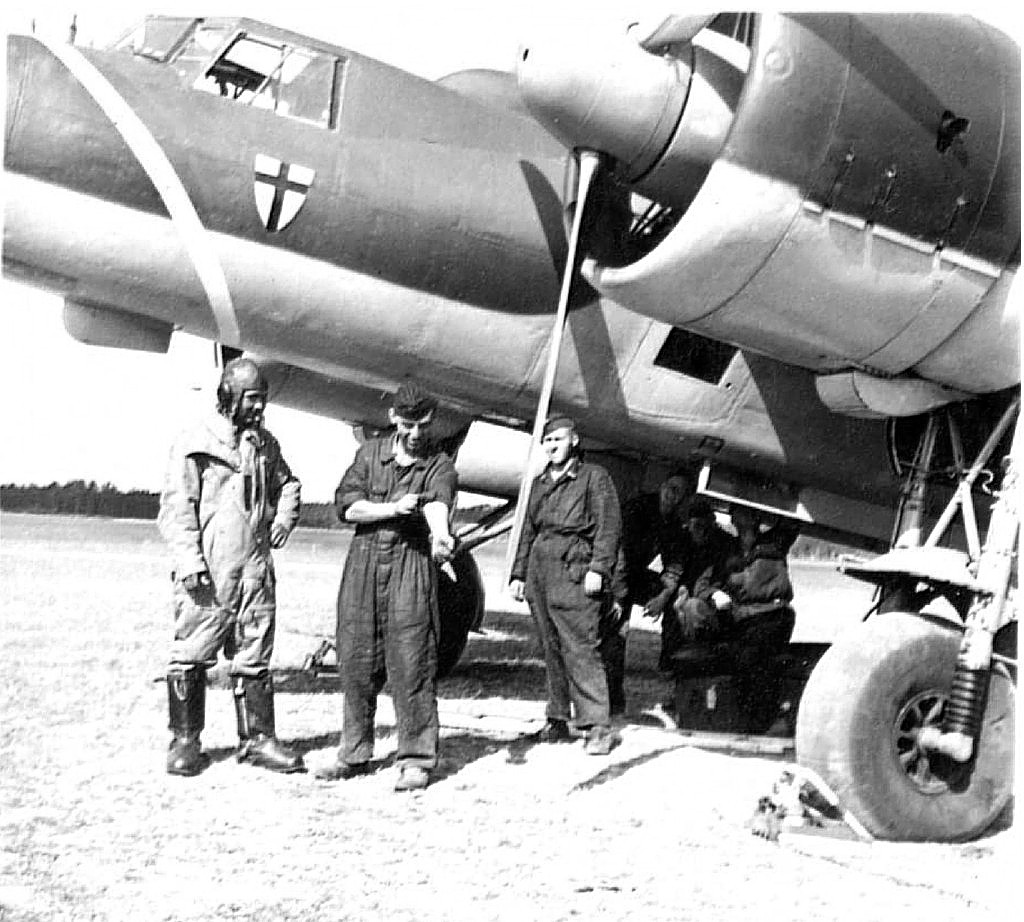
Staffelwappen der 2./Kampfgeschwader 2, Wehrmacht, Luftwaffe, 1939